# Интернасьонал
«Интернасьона́л» (порт. Sport Club Internacional, португальское произношение: [ˌĩteɾnɐsjoˈnaw]), либо просто «И́нтер», также встречается вариант с добавлением общепринятой в стране аббревиатуры штата для отличия от других команд с похожей краткой формой названия — Inter RS — бразильский футбольный клуб из города Порту-Алегри, штат Риу-Гранди-ду-Сул.
Является одним из двух сильнейших и наиболее титулованных клубов своего штата (наряду с «Гремио», классическое противостояние с которым носит название «Гре-Нал») и одним из самых титулованных во всей Бразилии.
«Интернасьонал» — единственный клуб, который сумел стать чемпионом Бразилии (в 1979 году), не проиграв ни одного матча в ходе турнира. В 1969—1976 годах клуб восемь раз подряд становился чемпионом штата Риу-Гранди-ду-Сул, а в 1970-е трижды становился чемпионом Бразилии. С 1975 по 1998 год «Интер» удерживал первое место в рейтинге клубов Конфедерации футбола Бразилии. В августе 2011 года, после победы в Рекопе, «Интернасьонал» возглавил рейтинг клубов КОНМЕБОЛ.
В 2006 году «Интернасьонал» впервые в своей истории стал обладателем Кубка Либертадорес. В декабре того же года «Интер» выиграл клубный чемпионат мира ФИФА, обыграв в финале победителя европейской Лиги Чемпионов испанскую «Барселону». В 2007 году команда завоевала континентальный Суперкубок, Рекопу, обыграв победителя Южноамериканского кубка мексиканскую «Пачуку». В 2008 году «Интер» первым среди бразильских клубов завоевал Южноамериканский кубок, второй по значимости турнир континента. Таким образом, «Интернасьонал» стал обладателем всех ныне существующих международных трофеев южноамериканского футбола. В 2010 году клуб во второй раз в своей истории завоевал Кубок Либертадорес.
В год столетия «Интернасьонала», в 2009 году, количество официальных членов клуба превысило 100 тыс. человек. Это наивысший показатель в Америке и шестой — в мире. По итогам 2016 года «Интер» впервые в своей истории вылетел из Серии A чемпионата Бразилии.

## История

### XX век

#### 1909—1930-е. Становление клуба

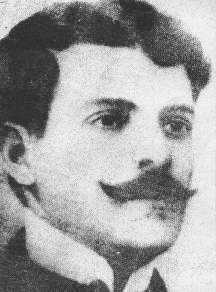
Энрике Поппе — один из основателей «Интера»

Первая эмблема «Интера»

История клуба берёт своё начало в первом десятилетии XX века, когда трое начинающих футболистов, братья Энрике и Жозе Поппе Леон и Луис Мадейра Поппе, недавно переехавшие в Порту-Алегри из Сан-Паулу, не сумели найти себе места ни в одном из существовавших в городе клубах (к тому моменту в столице штата Риу-Гранди-ду-Сул уже действовали «Гремио» и «Фузбал», в которых играли немцы), и решили создать собственную команду. В понедельник 4 апреля 1909 года под их председательством состоялось заседание, на которое явилось 40 молодых людей (вдвое больше, чем ожидалось), в основном студентов и представителей бизнес-среды. Заседание прошло по адресу авенида Реденсан, 141, в настоящее время это авенида Жуан-Песоа, 1025. Было принято решение о том, что Спорт клуб «Интернасьонал» не будет мириться с расовой, религиозной или экономической дискриминацией. Это подчёркивало даже само название, ведь «Интернасьонал» переводится с португальского как Международный. Так родился один из самых популярных футбольных клубов штата Риу-Гранди-ду-Сул (наряду с «Гремио»).
Тренировки в новом клубе начались уже в апреле, однако спарринг-матчи проходили в основном лишь внутри самой команды. Первой площадкой «Интера» стал район Ильота на Руа-Арлиндо в западной части города — ныне это пересечение авенид Ипиранга и Аурелиано де Фигейредо Пинто, здесь расположена площадь, которая называется «Спорт Клуб „Интернасьонал“». Эта площадь в районе Азенья теперь находится ближе к старому стадиону «Гремио» Олимпико Монументал, чем к арене «Бейра-Рио», которая располагается на побережье залива Гуаиба — на несколько кварталов дальше, на юго-запад, чем арена «трёхцветных».
18 июля «Интер» провёл свой первый матч против будущих непримиримых соперников на их площадке «Байшада». Худший дебют было сложно придумать, поскольку «Гремио» разгромил гостей со счётом 10:0. 7 сентября состоялся второй матч, сложившийся куда более удачно: «Интер» сыграл вничью 0:0 с одной из лучших команд города, «Военным футбольным клубом» (порт.-браз. Militar Football Club). Первую победу и первый гол в истории «Интер» отпраздновал 12 октября 1909 года, обыграв всё тот же «Военный футбольный клуб» со счётом 2:1. «Интер» обыграл будущего чемпиона города Порту-Алегри — розыгрыша 1910 года.
В 1913 году «Интер» добился первого титула чемпиона города, этот успех «колорадос» повторили и в 1914 году. Однако настоящий восторг вызвала первая победа команды над «Гремио», случившаяся лишь в 1915 году. Один из руководителей «Интера» (в будущем — президент клуба) Антенор Лемос после победы со счётом 4:1 радостно повторял «Печать сломана! Печать сломана!» В 1916 году «красные» ещё больше укрепили свой успех в «Гре-Нал», разгромив соперника со счётом 6:1 (уже на площадке «Ша́кара дос Эукалиптос»). Все шесть голов в ворота «Гремио» отправил Франциско «Шико» Варес. Этот бомбардирский рекорд впоследствии не смог повторить ни один из игроков как «Интера», так и «Гремио».
| Манга Паулиньо Фигероа Гамарра Ореко Фалькао Салвадор Карпежиани Тезоуринья Валдомиро Фернандан |
| Символическая сборная «Интера» всех времён. Главный тренер: Рубенс Минелли                      |

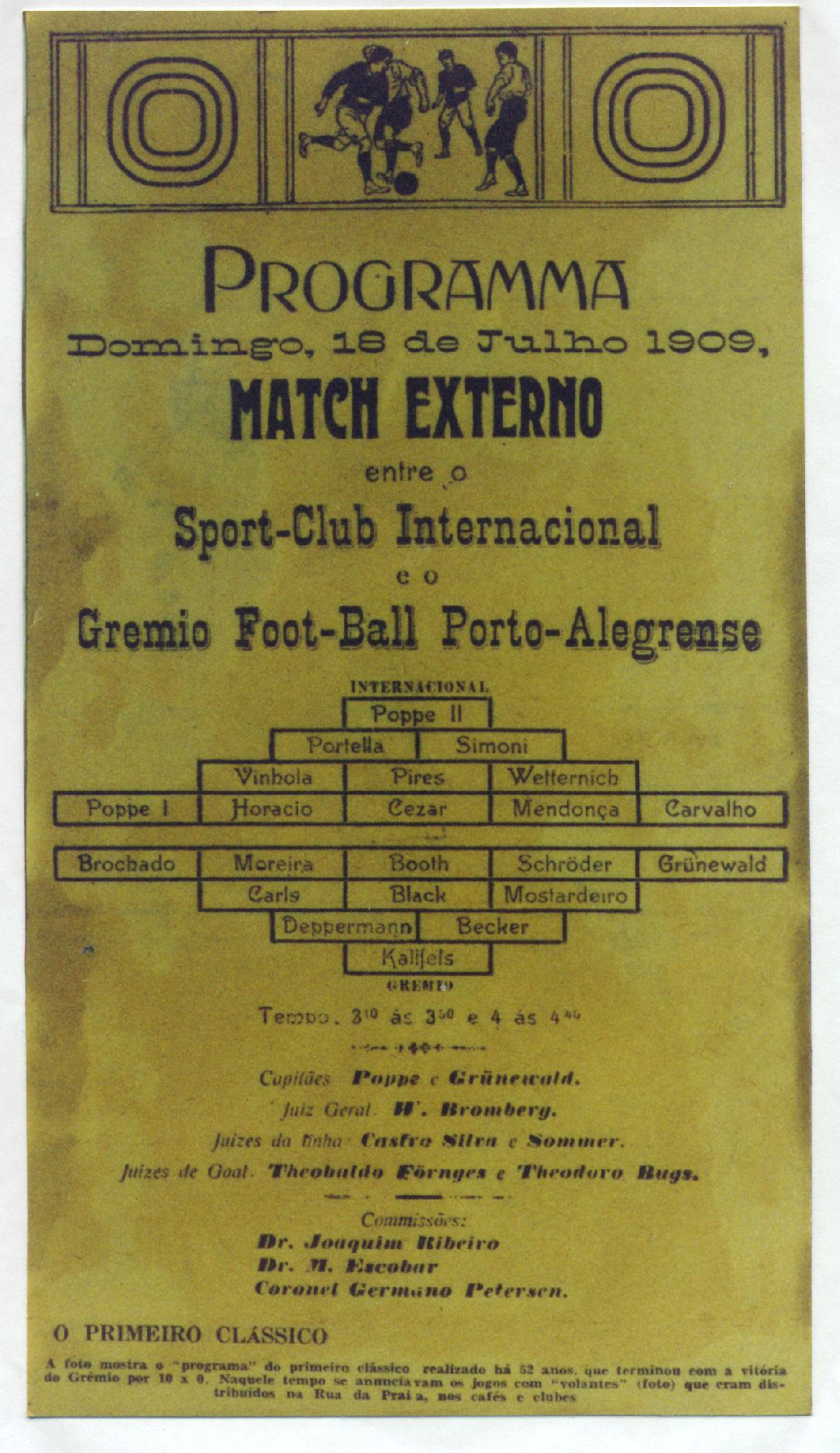
Первая программа матча между «Интером» и «Гремио» 1909 года

Чемпионат города Порту-Алегри был важнейшим соревнованием для местных клубов в 1910-е годы. «Интер» выиграл пять подряд таких первенств с 1913 по 1917 год («Гремио» в 1914 и 1915 годах также становился чемпионом под эгидой AFPA, в отличие от титулов LPAF «Интера»). Победная поступь была прервана эпидемией испанки, разразившейся в 1918 году. Поскольку основу «Интера» составляли студенты, которым руководство вузов запретило на время эпидемии играть в футбол, связанный с частыми разъездами по городу, клуб больше не мог показывать прежних результатов.
В 1919 году состоялся первый в истории чемпионат штата Риу-Гранди-ду-Сул (Лига Гаушу). Формула турнира в то время была далека от идеала. Так, команды интериора (то есть городов из глубинки штата) выявляли первого финалиста, а клубы Порту-Алегри — второго. Поэтому измождённые в битвах друг с другом на предварительных стадиях клубы Порту-Алегри иногда проигрывали финалы первенств Лиги командам, которые в настоящее время находятся далеко от элиты клубного футбола не только Бразилии, но даже штата. В 1923 и 1924 годах Лига Гаушу и вовсе не проводила соревнования. В 1925 году произошло знаменательное событие — за «колорадо» впервые сыграл бразилец африканского происхождения — защитник Дирсеу Алвес. Главные принципы клуба, заложенные при его создании, наконец обрели реальное воплощение, чему не в последнюю очередь способствовали успехи суперзвёзд южноамериканского футбола тех лет — уругвайца Исабелино Градина и бразильца Артура Фриденрайха. Лишь в 1927 году «Интер» впервые сыграл в финале первенства штата, в котором, наконец, выиграл свой первый серьёзный трофей (до того от Порту-Алегри в финале неизменно участвовал «Гремио»).
1930-е годы стали переломными в истории «Интернасьонала». Идеализм первых лет сменился серьёзной работой по созданию мощного клуба. Усилиями президента Илдо Менегетти в 1931 году был построен первый настоящий стадион «Интера» — Стадион эвкалиптов. 25 мая того же года клуб доказал свою конкурентоспособность, обыграв в Ривере в товарищеском матче со счётом 4:2 сборную Уругвая, которая на тот момент была действующим чемпионом мира. К моменту своей второй победы в Лиге Гаушу в 1934 году игрокам уже выплачивали жалование, а состав подбирался не по родственным связям — здесь играли представители разных слоёв общества — из бедняков, среднего класса, европейцы, негры, рабочие и служащие. Именно в 1930-е годы окончательно оформилось «вечное противостояние» с «Гремио» и, в конце концов, усилия руководства «Интера» увенчались успехом — появилась первая в истории великая команда «Интернасьонала», «Компрессорный каток».

#### 1940—1950-е. Компрессорный каток

«Интернасьонал» в 1948 году.

В 1940-е годы в «Интере» сложилась команда, прозванная «Компрессорный каток» (Rolo compressor) за демонстрируемую мощь на футбольном поле. С 1940 по 1948 год «Интер» завоевал девять титулов чемпиона штата, а затем продолжил победную поступь и в 1950—1953 и 1955 годах. Причина возникновения такого превосходства кроется в том, что «Интернасьонал» с 1925 года стал принимать в свои ряды абсолютно всех сильнейших игроков вне зависимости от расовой принадлежности. Именно тогда у «Интера» появилось прозвище «Народный клуб» (O Clube do Povo). Для сравнения, главный соперник «Колорадос» — «Гремио» — принял такое решение лишь в 1952 году.
Лидерами «Компрессорного катка» 1940-х годов были вратарь Иво Винк, правый защитник Алфеу, левый защитник Нена, правый латераль уругваец Ассис (имел проблемы с весом и являлся своеобразным «джокером», 12-м игроком команды), полузащитник Авила, левый латераль Абигаил, правый нападающий Тезоуринья, капитан команды Руссиньо, нападающий из Аргентины Хосе Вильяльба (прозванный в Бразилии Вилалба), разносторонний игрок Руй, лучший бомбардир в истории клуба Карлитос, Аданзиньо.
В 1949 году в составе сборной Бразилии, ставшей чемпионом Южной Америки, одним из лидеров в нападении стал игрок «Интера» Тезоуринья. На чемпионате мира 1950 года в состав сборной попали двое игроков «Интера» — нападающий Аданзиньо и защитник Нена. На стадионе «Интера» также прошли два матча чемпионата.

#### Укрепление позиций в 1950—1960-е годы
В первой половине 1950-х в клубе продолжалась эра «Компрессорного катка» — команда продолжала регулярно выигрывать первенство штата, что не могло не привлечь внимание руководство футбола Бразилии, хотя в те времена лидерство штатов Сан-Паулу и Рио-де-Жанейро никем не оспаривалось (да и не было такой возможности ввиду отсутствия общенациональных турниров).
Впервые «Интер» стал базовым клубом для сборной Бразилии в 1956 году. На Панамериканском футбольном чемпионате «Селесао» тренировал Тете, много лет работавший с «Интернасьоналом», он привлёк много своих футболистов на тот турнир (почти весь состав команды). Наиболее впечатляющей стала победа над сборной Коста-Рики — довольно крепкая команда была повержена со счётом 7:1, голы забили Ларри Пинто, Шинезиньо (сделали по хет-трику) и Бодиньо (помимо них в составе были ещё Луизиньо и Энио Андраде). В последнем матче турнира Бразилия сыграла вничью с аргентинцами и первенствовала на турнире. По возвращении домой чемпионам лично вручал почётный трофей президент Кубичек. Игроки «Интернасьонала» доказали, что способны решать серьёзные задачи на высочайшем уровне.
В 1957 году выходец из Рио-де-Жанейро Нелсон Силва написал официальный гимн «Интернасьонала» Celeiro de Ases, используемый и поныне.
Подъём футбола в штате пришёлся на 1960-е годы, продолжился он и в последующие десятилетия. В 1967 и 1968 годах «Интер» дважды подряд выходил в финал Кубка Робертао, который был прототипом современного первенства Бразилии, то есть де-факто «колорадос» становились вице-чемпионами страны. Одним из важнейших событий для «Интера» в это десятилетие стало появление нового стадиона «Бейра-Рио», после ввода в эксплуатацию которого клуб добился многих побед уже на национальном уровне.

#### Золотые 1970-е годы

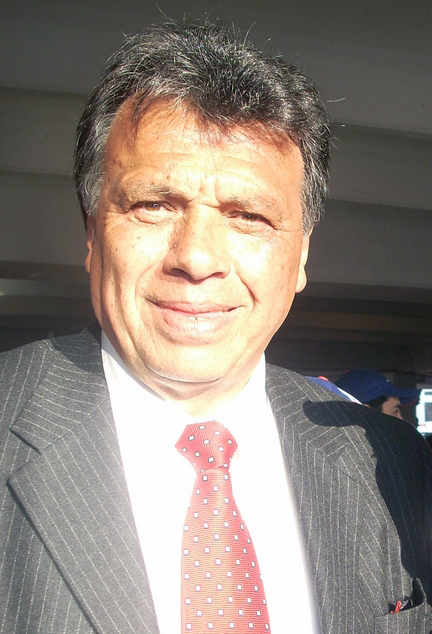
Выдающийся защитник мирового футбола 1970-х годов — дон Элиас Фигероа

Эмблема «Интера» после второго титула чемпиона Бразилии (1977 год)

С 1969 по 1976 год «Интеру» не было равных в своём штате. Выиграв в 1974 году в шестой раз подряд Лигу Гаушу, «Интер» показал стопроцентный результат — 18 побед в 18 матчах. С 1973 по 1975 год в 46 матчах на «Бейра-Рио» «колорадос» одержали 37 побед и 9 раз сыграли вничью.
В 1975 году «Интер» первым из клубов своего штата выиграл чемпионат Бразилии. После 3 этапов чемпионата, в результате которых количество команд в Серии A с 42 сократилось до 16, были выявлены 4 участника полуфинала. «Интер» на этой стадии обыграл «Флуминенсе» 2:0 и вышел в финал, где его ждал «Крузейро», обыгравший «Санта-Круз» 3:2.
Финал состоялся 14 декабря на «Бейра-Рио», поскольку «Интернасьонал» успешнее соперников выступал в предварительных раундах. В присутствии более чем 80 тысяч зрителей команды показали примерно равную игру. В первом тайме территориальным преимуществом владели гости. С опасными атаками, наконечниками которых был форвард Пальинья, успешно справлялись лучший игрок Южной Америки 1974-76 гг. Элиас Фигероа со своим партнёром по обороне Эрминио. На 56-й минуте матча хозяева сумели забить гол — с навеса Валдомиро отличился Фигероа. Гости ответили опаснейшей атакой, но «колорадос» выручил вратарь Манга.
Состав «Интера» в финальном матче чемпионата 1975: Манга, Валдир, Элиас Фигероа, Эрминио, Шико Фрага, Касапава, Фалькао, Карпежиани, Валдомиро, Флавио, Лула. В ходе турнира важную роль играл Жаир. Главным тренером команды был Рубенс Минелли.
По итогам первенства болельщики признали лучшим игроком команды Фалькао. Флавио Минуано стал с 16-ю забитыми голами лучшим бомбардиром всего первенства. Фигероа, Фалькао и Карпеджиани вошли в символическую сборную Серии A-1975, получив так называемый Серебряный мяч. В 1976 году соперник по финалу 1975 «Крузейро» выиграет первый для Бразилии Кубок Либертадорес за 13 лет (со времён победы «Сантоса» 1963 года).

«Интернасьонал» — чемпион Бразилии 1976 года

В 1976 году «Интер» сохранил свой чемпионский состав и, главное, игру. С трудом обыграв в полуфинале «Атлетико Минейро», «Интер» встретился с «Коринтиансом», обыгравшим, в свою очередь, в полуфинале «Флуминенсе».
Как и в предыдущем розыгрыше, финал состоял из одного матча, состоявшегося на «Бейра-Рио». С первых минут подопечные Рубенса Минелли пошли в атаку. На 29-й минуте матча за снос Фалькао был назначен штрафной удар, удачно пробитый Валдомиро — после отскока от головы Дарио мяч отправился в сетку ворот Тобиаса. После забитого гола игроки «Коринтианса» имели множество возможностей сравнять счёт, несколько раз мяч попадал в каркас ворот, иногда выручал вратарь Манга. Однако «Тимао» не удалось забить, а на 57-й минуте «Интернасьонал» забил второй гол, вызвавший бурю протеста у игроков «Коринтинса» — мяч после удара со штрафного (вновь пробитого Валдомиро) ударился от перекладины почти по вертикальной траектории и было очень сложно определить, срикошетировал ли он именно в ворота или сразу вылетел за их пределы. Но судья Жозе Роберто Райт засчитал гол, и счёт 2:0 остался неизменным до конца матча. В ходе поединка происходили беспорядки на трибунах, вызвавшие приостановку игры на 20 минут при счёте 2:0 во втором тайме.
Всего за чемпионскую кампанию «Интер» в 23 матчах выиграл 19 раз, сыграл 1 раз вничью и уступил только в 3 играх. Состав «Интера» в финальном матче чемпионата 1976: Манга, Клаудио, Элиас Фигероа, Мариньо Перес, Вакария, Касапава, Фалькао, Батиста, Валдомиро, Дарио, Лула. В ходе турнира важную роль играл Жаир (в 22 матчах забил 8 голов). Главным тренером команды был Рубенс Минелли.

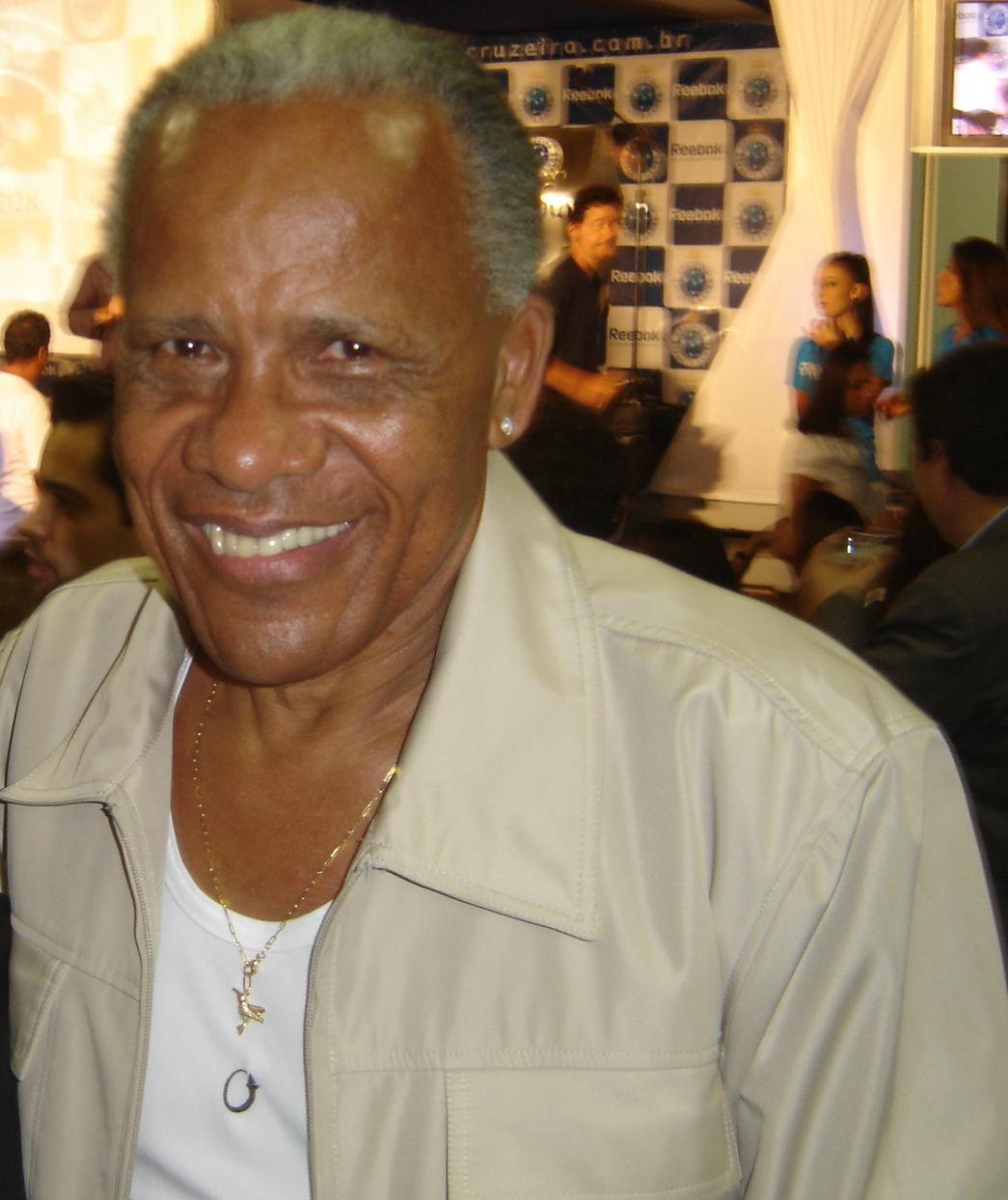
Чемпион мира 1970 Дарио (Дада Маравилья) помог «Интеру» выиграть чемпионат Бразилии 1976

Лучшим бомбардиром чемпионата с 28 голами стал нападающий «Интера» Дарио. Лучшим футболистом Бразилии был признан Элиас Фигероа. В символическую сборную чемпионата попали 4 игрока «Интера»: Манга, Фигероа, Валдомиро и Лула.
В 1979 году «Интер» стал чемпионом Бразилии, не проиграв ни одного матча. Пока ни один клуб страны не смог повторить этот результат. В полуфинальной игре «Интер» обыграл по сумме двух матчей великолепно выступавший в том сезоне «Палмейрас» — 3:2 и 1:1. На сей раз команде, проведшей предварительные матчи лучше соперника по финалу (а им стал «Васко да Гама», обыгравший в полуфинале «Коритибу»), не было предоставлено преимущество единственного матча на своём поле, команды проводили по матчу дома и в гостях. «Интер» всё же мог выиграть и проиграть (но не с крупным счётом) по матчу, либо сыграть оба матча вничью, и был бы признан чемпионом как раз за счёт лучшего выступления на предварительной стадии. Однако «Колорадос» доказали своё превосходство над соперником именно на футбольном поле в очных поединках.
В Рио-де-Жанейро на «Маракане» «Интернасьонал» был сильнее 2:0 (голы забил Шико Спина). Решающая игра прошла на «Бейра-Рио» в присутствии 55 тыс. зрителей. Наконец в финальном матче чемпионата Бразилии голом отметился Жаир (на 40 минуте). На 57-й минуте Фалькао довёл преимущество «Интера» в двухматчевом противостоянии до 4:0. И лишь на 80-й минуте Вилсиньо забил гол престижа за «Васко».
Состав «Интера» в финальных играх чемпионата 1979: Бенитес, Жуан Карлос, Мауро Пастор, Мауро Галван, Клаудио Минейро, Батиста, Фалькао, Жаир, Валдомиро, Шико Спина, Бира, Марио Сержио, Валдир Лима, Тониньо, Адилсон. Главным тренером команды был Энио Андраде.
Лучшим игроком Бразилии был признан Фалькао. Серебряный мяч, попав в символическую сборную турнира, получили Мауро Галван и Фалькао.
В следующем году в финале Кубка Либертадорес команда проиграла уругвайскому «Насьоналю». «Интер» стал первой командой своего штата, дошедшей до финала самого главного южноамериканского клубного турнира.

#### 1980—1990-е годы. Эпизодические успехи

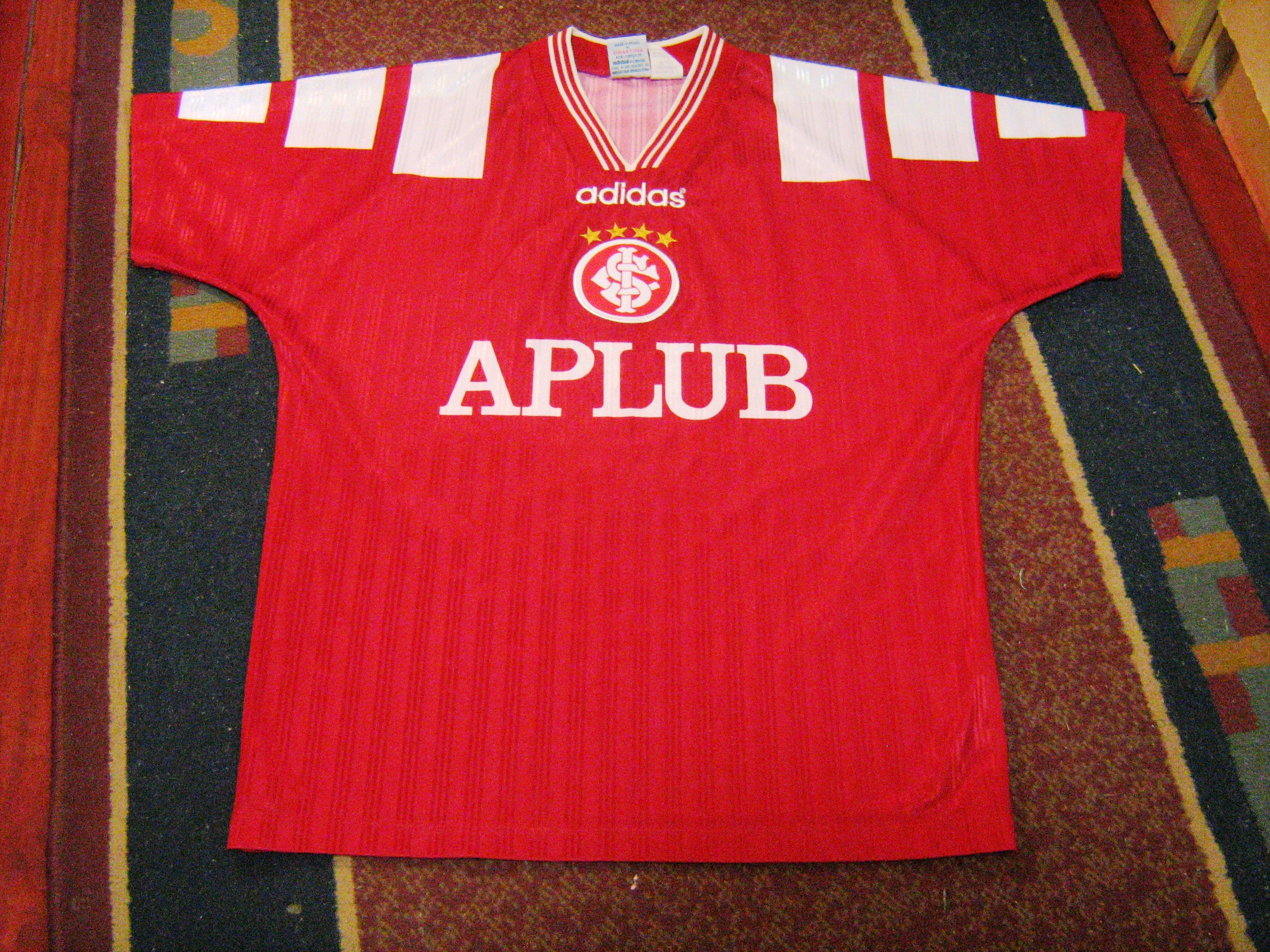
Футболка «Интера» образца 1997 года

В 1984 году на Олимпийских играх в Лос-Анджелесе сборную Бразилии прозвали «Селе-Интер» — от «Селесао» (прозвище сборной Бразилии) и «Интернасьонала»; за команду выступали Жилмар Риналди, Пинга, Мауро Галван, Андре Луис, Адемир, Дунга, Тоньо, Кита и Силвиньо. Матч «Селе-Интера» против сборной Италии собрал на стадионе «Роуз Боул» почти 102 000 зрителей.
Кроме того, в 1984 году «Интер» установил клубный рекорд — 39 матчей без поражений. Сюда включены товарищеские игры, матчи в рамках международных турниров и чемпионата штата. С 17 апреля по 21 октября «Интер» одержал 26 побед и 13 раз сыграл вничью. В том году оптимальный состав «Интера» можно было назвать следующим образом: Жилмар Риналди; Луис Карлос Винк, Мауро Галван, Андре Луис, Бето; Адемир, Рубен Пас, Пауло Сантос, Жаир; Кита, Силвиньо.
Много игроков и воспитанников «Интера» выступало и в Олимпийской сборной Бразилии 1988 года (Дунга, Таффарел и другие), которая завоевала серебро, проиграв в финальном матче советской сборной.
В 1992 году, вновь на стадионе «Бейра-Рио», впервые был завоёван Кубок Бразилии. В первом матче на стадионе «Дас Ларанжейрас» «Интер» уступил «Флуминенсе» со счётом 2:1 (в первом тайме хозяев вывел вперёд Вагнер, на 52-й минуте счёт сравнял Каико, а на 70-й минуте Эзио установил окончательный счёт). Долгое время в ответном матче «колорадос» не могли забить, но на 87-й минуте Селио Силва уверенно реализовал пенальти, и «Интер» выиграл трофей за счёт большего числа голов, забитых на поле соперника.
В финальных матчах Кубка Бразилии 1992 выступали следующие футболисты «Интера»: Роберто Фернандес, Селио Лино, Селио Силва, Пинга, Даниэл Франко, Рикардо, Элсон, Маркиньос, Андерсон, Пауло Силас, Лусиано, Маурисио, Жерсон, Нандо, Каико. Тренировал команду Антонио Лопес.
После победы в Кубке Бразилии «Интернасьонал» больше 10 лет ограничивался титулами лишь на уровне чемпионата своего штата, что для бразильских клубов тоже является существенным достижением. Особенно ценной для болельщиков стала победа в первенстве штата в 1997 году, когда «Интер» выиграл свой 33-й титул. На тот момент у «Гремио» была лишь 31 победа. Учитывая, что следующим чемпионом (впервые в истории) стал «Жувентуде», именно в 1997 году «Интер» обеспечил себе первенство по общему числу титулов в XX веке.

### XXI век

#### Первая половина 2000-х
В 2001 году началась серия из 5 побед подряд в Лиге Гаушу (чемпионат штата Риу-Гранди-ду-Сул), прервавшаяся лишь в 2006 году (в финале «Интер» уступил «Гремио»). Постепенно в команде сложился крепкий коллектив, позволивший бороться за самые высокие места и на национальном уровне. В отличие от многих бразильских команд, где за год иногда происходит по 3—4 тренерские отставки, в «Интернасьонале» руководство придерживалось в последние годы[какие?] более спокойной политики в этом вопросе.
В чемпионате Бразилии 2005 года команда заняла второе место, борясь с «Коринтиансом» до самого последнего тура. При этом в итоговое распределение мест в турнирной таблице вмешался знаменитый судейский скандал и последовавшая за ним переигровка матчей, которые обслуживались главным участником махинаций — арбитром Эдилсоном Перейрой де Карвальо. При этом ни один из клубов не был виноват в случившемся, футбольная мафия работала именно с арбитрами, и последние пытались, как могли, предрешать исход поединков. Если же это не получалось, извинялись перед хозяевами: «Ну ничего я не мог поделать, гости просто сильнее» — примерно такие выражения содержатся в опубликованных записях телефонных разговоров. Если не учитывать переигранные матчи, чемпионом Бразилии 2005 года становился бы не «Коринтианс», а именно «Интернасьонал».

#### Кубок Либертадорес 2006

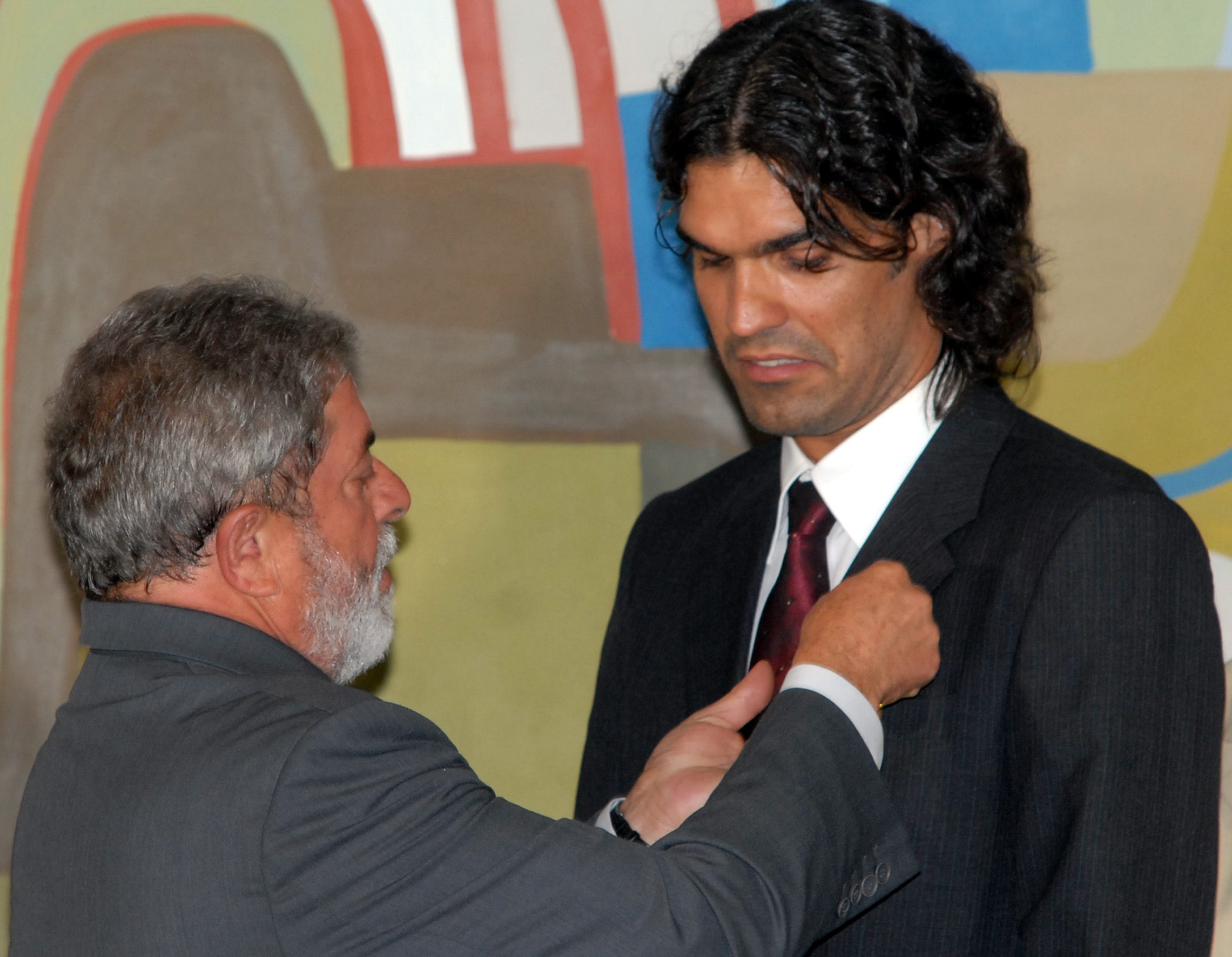
Президент Бразилии Лула награждает капитана команды Фернандана за победы в Кубке Либертадорес и Клубном чемпионате мира 2006

Однако менее чем через год «Интернасьонал» стал чемпионом, только не Бразилии, а Южной Америки, и это был самый большой успех в истории клуба к тому моменту. 16 августа 2006 года «Интер», сыграв вничью во втором финальном матче Кубка Либертадорес против «Сан-Паулу», сохранил добытое в первом матче преимущество и впервые в своей истории стал чемпионом Южной Америки.
Кампания насчитывала восемь побед, шесть ничьих и только одно поражение, от эквадорской команды ЛДУ Кито в четвертьфинале. Чтобы завоевать титул, «Интернасьоналу» пришлось победить двоих трёхкратных обладателей Кубка Либертадорес прошлых лет — уругвайский «Насьональ» (с этой командой «Интер» играл как в группе, так и в 1/8 финала, при этом произошла своеобразная месть и за 1980 год) и «Сан-Паулу», дошедших до финала в качестве действующих чемпионов Южной Америки и клубных чемпионов мира 2005 года.
Исход противостояния с «Сан-Паулу» был в значительной мере предрешён уже в первом матче. Рафаэл Собис дважды во втором тайме выигрывал противостояние с защитником «Сан-Паулу» Эдкарлосом, что привело к двум забитым голам и к гостевой победе со счётом 2:1. «Интернасьонал» нуждался только в ничьей во втором, домашнем матче, и они её добились, при этом заработав путёвку на Клубный чемпионат мира ФИФА, который состоялся в декабре того же года в Японии. Вклад в успех команды внёс и игрок московского «Локомотива», находившийся в «Интере» в аренде — левый полузащитник Жорже Вагнер. Сразу после финала Вагнер, у которого истекли как контракт с «Локомотивом», так и аренда в «Интере», уехал играть за испанский «Реал Бетис», а вскоре присоединился к «Сан-Паулу».
Два гола в финальном матче на «Бейра-Рио» были забиты нападающими Фернанданом (капитан команды) и Тингой. Фернандан стал также одним из 14 игроков, забивших по 5 мячей в розыгрыше Кубка. Он был признан лучшим футболистом финального противостояния с «Сан-Паулу» и получил автомобиль фирмы «Toyota», которая тогда была титульным спонсором турнира, в качестве приза.
Групповой этап (Группа 6)
- 16.02.2006 —  «Маракайбо» — «Интернасьонал»  — 1:1 («Хосе Паченчо Ромеро», Санта-Рита). Гол: Сеара'48
- 23.02.2006 —  «Интернасьонал» — «Насьональ»  — 3:0 («Бейра-Рио», Порту-Алегри). Голы: Мишел'20, Фернандан'23, Рубенс Кардозо'88
- 08.03.2006 —  «Пумас УНАМ» — «Интернасьонал»  — 1:2 («Университарио», Мехико). Голы: Васон Рентерия'64, Фернандан'81
- 22.03.2006 —  «Интернасьонал» — «Пумас УНАМ»  — 3:2 («Бейра-Рио», Порту-Алегри). Голы: Мишел'37, Фернандан'52, Адриано Габиру'76
- 04.04.2006 —  «Насьональ» — «Интернасьонал»  — 0:0 («Парк Сентраль», Монтевидео)
- 18.04.2006 —  «Интернасьонал» — «Маракайбо»  — 4:0 («Бейра-Рио», Порту-Алегри). Голы: Адриано Габиру'35, Боливар'77, Мишел'83, Васон Рентерия'85

1. «Интернасьонал» — 14 очков
2. «Насьональ» — 9
3. «УА Маракайбо» — 8
4. УНАМ Пумас — 1

1/8 финала
- 27.04.2006 —  «Насьональ» — «Интернасьонал»  — 1:2 («Парк Сентраль», Монтевидео). Голы: Жорже Вагнер'45, Васон Рентерия'64
- 03.05.2006 —  «Интернасьонал» — «Насьональ»  — 0:0 («Бейра-Рио», Порту-Алегри)

Четвертьфинал
- 10.05.2006 —  ЛДУ Кито — «Интернасьонал»  — 2:1 («Ла Каса Бланка», Кито). Гол: Жорже Вагнер'25
- 19.07.2006 —  «Интернасьонал» — ЛДУ Кито  — 2:0 («Бейра-Рио», Порту-Алегри). Голы: Рафаэл Собис'52, Васон Рентерия'88

Полуфинал
- 27.07.2006 —  «Либертад» — «Интернасьонал»  — 0:0 («Дефенсорес Дель Чако», Асунсьон)
- 03.08.2006 —  «Интернасьонал» — «Либертад»  — 2:0 («Бейра-Рио», Порту-Алегри). Голы: Алекс'63, Фернандан'68

Финал
- 08.09.2006 —  «Сан-Паулу» — «Интернасьонал»  — 1:2 («Морумби», Сан-Паулу)
- 16.09.2006 —  «Интернасьонал» — «Сан-Паулу»  — 2:2 («Бейра-Рио», Порту-Алегри)

Финал
Первый матч
Второй матч

#### Клубный чемпионат мира 2006

Бразильский «Интернасьонал» — лучший клуб мира 2006 года

В чемпионате Бразилии «Интер» по итогам 2006 года занял 2 место вслед как раз за «Сан-Паулу». После завершения первенства команда отправилась в Японию на Клубный чемпионат мира ФИФА.
13 декабря 2006 года «Интернасьонал» обыграл в полуфинале КЧМ египетский «Аль-Ахли» 2:1 и ожидаемо вышел в финал. Счёт открыл молодой талантливый нападающий Алешандре Пато, который через несколько месяцев станет в составе сборной Бразилии победителем молодёжного чемпионата Южной Америки. Египтяне сумели сравнять счёт. Но ещё один представитель молодёжного состава, вышедший на замену Луис Адриано сумел забить во втором тайме победный гол.
17 декабря 2006 года бразильский «Интер» стал лучшим клубом планеты, обыграв в финале клубного чемпионата мира испанскую «Барселону» — 1:0. «Барселона» имела в матче территориальное преимущество, но выбранная тренером «Интера» Абелом Брагой оборонительная тактика и жёсткая игра против лидеров соперника — Роналдиньо и Деку — себя оправдала. Вышедший на замену вместо получившего травму капитана «Интера» Фернандан полузащитник Адриано Габиру с паса Педро Иарлея забил победный гол на 81-й минуте матча. Все попытки «Барселоны» сравнять счёт не увенчались успехом, и «Интернасьонал» официально стал сильнейшим клубом планеты.
Финальный матч
| Иокогама 17 декабря 2006 19:20 UTC+9 | \| Интернасьонал \| 1:0 Отчёт \| Барселона \| \| Адриано Габиру 82′ \| Голы \| \| | Стадион: Международный, Йокогама Зрителей: 67 128 Судья: Карлос Батрес |
| Интернасьонал                        | 1:0 Отчёт                                                                         | Барселона                                                              |
| Адриано Габиру 82′                   | Голы                                                                              |                                                                        |

|             | Клемер              | 1  | В |
|             | Сеара               | 2  | З |
| 45'         | Индио               | 3  | З |
|             | Фабиано Эллер       | 4  | З |
|             | Рубенс Кардозо      | 15 | З |
|             | Веллингтон Монтейро | 5  | П |
| 46+'        | Алекс               | 7  | П |
|             | Эдиньо              | 8  | П |
| 76'         | Фернандан (к)       | 9  | Н |
| 93'         | Иарлей              | 10 | Н |
| 61'         | Алешандре Пато      | 11 | Н |
|             | Запасные:           |    |   |
|             | Мартин Идальго      | 6  | З |
|             | Ренан               | 12 | В |
|             | Эдигле              | 13 | З |
|             | Фабиньо             | 14 | П |
| 76' 82′ 84' | Адриано Габиру      | 16 | П |
| 46+'        | Фабиан Варгас       | 17 | П |
| 61'         | Луис Адриано        | 18 | Н |
|             | Леонардо Аугусту    | 19 | Н |
|             | Пердигао            | 20 | П |
|             | Элдер Гранжа        | 21 | З |
|             | Марсело Боэк        | 22 | В |
|             | Мишел               | 23 | П |
|             | Тренер:             |    |   |
|             | Абел Брага          |    |   |

| В | 1  | Виктор Вальдес          |         |
| З | 11 | Джанлука Дзамбротта     | 46+'    |
| З | 3  | Тиагу Мотта             | 55' 59' |
| З | 4  | Рафаэль Маркес          |         |
| З | 5  | Карлес Пуйоль (к)       |         |
| П | 8  | Людовик Жюли            |         |
| П | 12 | Джованни Ван Бронкхорст |         |
| П | 20 | Деку                    |         |
| П | 24 | Андрес Иньеста          |         |
| Н | 10 | Роналдиньо              |         |
| Н | 7  | Эйдур Гудьонсен         | 88'     |
|   |    | Запасные:               |         |
| З | 2  | Жулиано Беллетти        | 46+'    |
| П | 6  | Хави                    | 59'     |
| П | 15 | Эдмилсон                |         |
| З | 16 | Силвиньо                |         |
| Н | 18 | Эскерро                 | 88'     |
| З | 21 | Лилиан Тюрам            |         |
| Н | 22 | Хавьер Савиола          |         |
| З | 23 | Олегер                  |         |
| В | 25 | Альберт Хоркера         |         |
| В | 28 | Рубен                   |         |
| П | 31 | Джованни дос Сантос     |         |
| П | 32 | Марк Кросас             |         |
|   |    | Тренер:                 |         |
|   |    | Франк Райкаард          |         |

По возвращении команды в Порту-Алегри на улицы города вышли в массовом приветствии 650 тыс. человек.

#### Южноамериканский кубок 2008

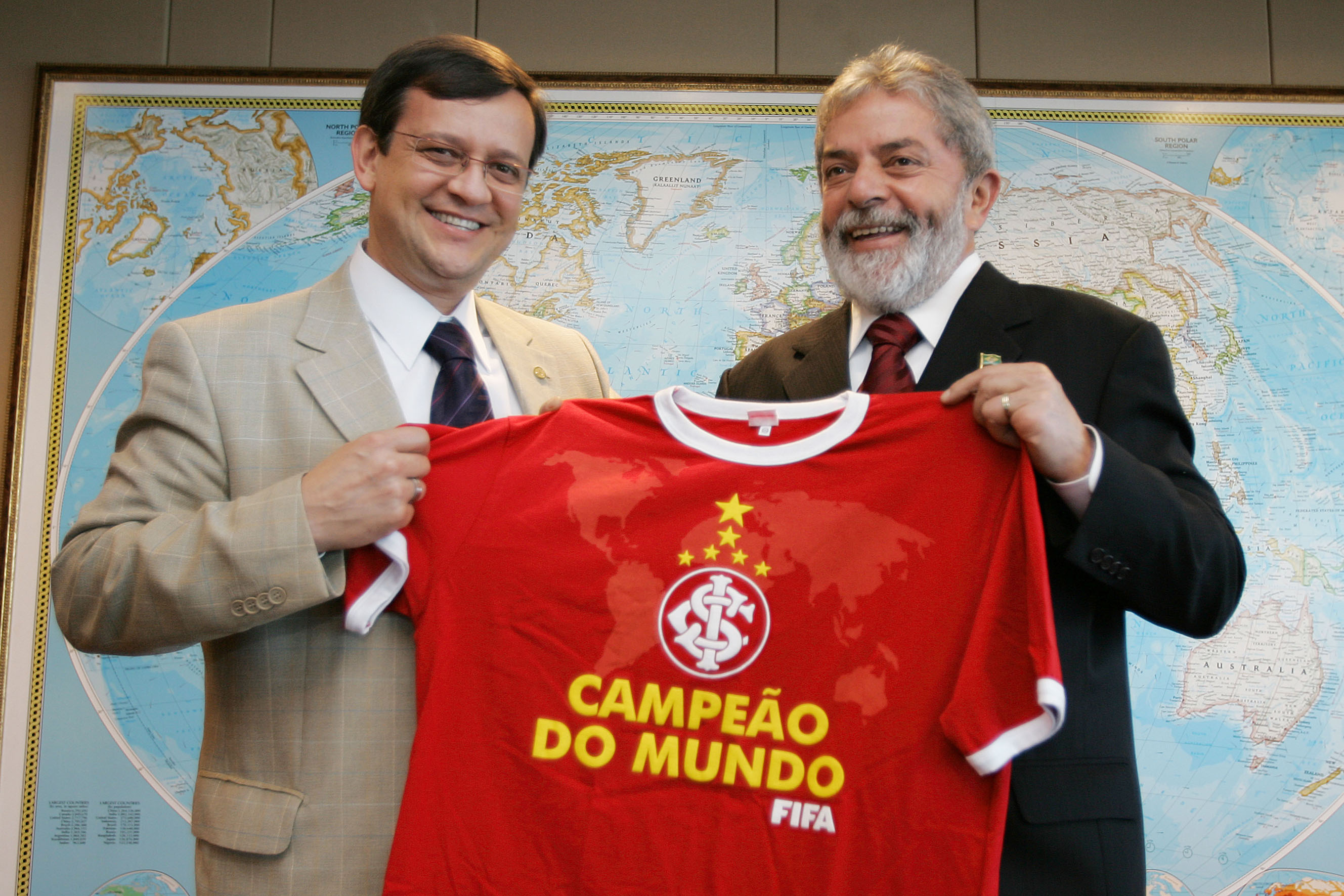
Президент Бразилии Лула с футболкой «Интера» — после победы на Клубном чемпионате мира

В 2007 году «Интернасьонал» выиграл ещё один международный трофей — Рекопу, обыграв по сумме двух встреч мексиканскую «Пачуку». Во внутренних же соревнованиях — чемпионате штата и Бразилии, клуб выступил неудачно. Во многом это было обусловлено обескровленностью после отъезда многих ведущих футболистов в другие команды. «Интер» не смог даже выйти из группы в Кубке Либертадорес 2007. Летом 2007 года «колорадос» совершили громкую продажу своего 17-летнего нападающего Алешандре Пато в итальянский «Милан» за 20 миллионов долларов. Эти деньги во многом помогли стабилизировать ситуацию в команде. На тот момент «Интер» стал одним из самых богатых клубов в Южной Америке.
В январе 2008 года «Интернасьонал» выиграл товарищеский международный турнир Кубок Дубая. Символично, что в финале со счётом 2:1 была обыграна сильнейшая команда Италии в настоящий момент с похожим названием — «Интернационале». Бразильская команда доминировала в матче и совершенно заслуженно выиграла трофей благодаря точным ударам Фернандана и голу — «бисеклете» Нилмара, вернувшегося из «Коринтианса».
В ноябре 2008 года «Интер», несколько обновивший по ходу сезона состав (ушёл капитан команды Фернандан, на его место был приобретён аргентинский полузащитник Андрес Д’Алессандро, вратарь Ренан отправился в «Валенсию», в аренду у российского ЦСКА был взят Даниэл Карвальо, пришли игроки и в другие линии) первым из бразильских клубов вышел в финал Южноамериканского кубка, где ему противостоял «Эстудиантес» со своей главной звездой Хуаном Вероном. Первый матч в Ла-Плате бразильский клуб выиграл со счётом 1:0 (гол с пенальти за снос Нилмара забил игрок сборной Бразилии Алекс) и приблизился к завоеванию очередного международного трофея. В ответном матче аргентинцы сумели повторить результат первой встречи, но гол уже самого Нилмара на 113-й минуте принёс «Интеру» ничью и первый для всей Бразилии титул победителя Южноамериканского кубка. На тот момент ещё лишь «Бока Хуниорс» имела в своём активе победы как в Кубке Либертадорес, так и в Южноамериканском кубке. В 2009 году к этой группе команд присоединился эквадорский ЛДУ Кито.
Первый раунд
- 13.08.2008 —  «Интернасьонал» — «Гремио»  — 1:1 («Бейра-Рио», Порту-Алегри). Гол: Даниэл Карвальо'63
- 28.08.2008 —  «Гремио» — «Интернасьонал»  — 2:2 («Олимпико Монументал», Порту-Алегри). Голы: Нилмар'47, Индио'69

1/8 финала
- 25.09.2008 —  «Универсидад Католика» — «Интернасьонал»  — 1:1 («Сан-Карлос-де-Апокиндо», Сантьяго). Гол: Адриано Феррейра'85
- 01.10.2008 —  «Интернасьонал» — «Универсидад Католика»  — 0:0 («Бейра-Рио», Порту-Алегри).

Четвертьфинал
- 22.10.2008 —  «Интернасьонал» — «Бока Хуниорс»  — 2:0 («Бейра-Рио», Порту-Алегри). Голы: Алекс'49, '88
- 06.11.2008 —  «Бока Хуниорс» — «Интернасьонал»  — 1:2 («Бомбонера», Буэнос-Айрес). Голы: Магран'47, Алекс'71

Полуфинал
- 12.11.2008 —  «Гвадалахара» — «Интернасьонал»  — 0:2 («Халиско», Гвадалахара). Голы: Нилмар'70, Алекс'79
- 19.11.2008 —  «Интернасьонал» — «Гвадалахара»  — 4:0 («Бейра-Рио», Порту-Алегри). Голы: Андрес Д’Алессандро'20, '36, Нилмар'43, '70

Финал
- 26.11.2008 —  «Эстудиантес» — «Интернасьонал»  — 0:1 («Сьюдад де Ла-Плата», Ла-Плата). Гол: Алекс'34
- 03.12.2008 —  «Интернасьонал» — «Эстудиантес»  — 1:1 д.в. («Бейра-Рио», Порту-Алегри). Гол: Нилмар'115

Финал
Результаты финальных матчей:
| 26 ноября 2008 22:00 UTC−3 | \| Эстудиантес \| 0:1 (0:1) \| Интернасьонал \| \| \| Голы \| Алекс 34′ (пен.) \| | Сьюдад де Ла-Плата Ла-Плата, Аргентина Зрителей: 30 000 Судья: Карлос Амарилья |
| Эстудиантес                | 0:1 (0:1)                                                                         | Интернасьонал                                                                  |
|                            | Голы                                                                              | Алекс 34′ (пен.)                                                               |

|         | Мариано Андухар          | 21 | В |
| 32'     | Леандро Десабато         | 2  | З |
| 69'     | Агустин Алайес           | 6  | З |
|         | Хуан Мануэль Диас        | 13 | З |
| 45'     | Маркос Анхелери          | 14 | З |
| 61'     | Матиас Санчес            | 5  | П |
|         | Хуан Себастьян Верон (к) | 11 | П |
|         | Леандро Бенитес          | 23 | П |
| 62'     | Диего Гальван            | 20 | П |
| 13' 59' | Хуан Сальгейро           | 7  | Н |
|         | Мауро Боселли            | 17 | Н |
|         | Запасные:                |    |   |
|         | Мариано Барбоса          | 1  | В |
|         | Кристиан Ариэль Сельяй   | 3  | З |
| 59'     | Гастон Фернандес         | 10 | П |
|         | Хуан Аугусто Уэрта       | 15 | П |
| 62'     | Иван Морено и Фабианеси  | 16 | П |
|         | Рауль Ибербия Алехандро  | 19 | П |
| 69'     | Хосе Луис Кальдерон      | 9  | Н |
|         | Тренер:                  |    |   |
|         | Леонардо Астрада         |    |   |

| В | 22 | Лауро               | 69'     |
| З | 3  | Индио               | 23'     |
| З | 6  | Маркао              |         |
| З | 13 | Боливар             |         |
| З | 24 | Алваро              |         |
| П | 5  | Пабло Гиньясу       | 24'     |
| П | 8  | Эдиньо (к)          |         |
| П | 10 | Алекс               | 34′ 67' |
| П | 11 | Маграо              | 46'     |
| Н | 9  | Нилмар              | 91' 67' |
| Н | 15 | Андрес Д’Алессандро | 90'     |
|   |    | Запасные:           |         |
| В | 12 | Клемер              |         |
| З | 14 | Дани Мораис         | 67'     |
| П | 4  | Сандро Раньери      | 90'     |
| П | 16 | Густаво Нери        | 72'     |
| П | 17 | Андрезиньо          |         |
| Н | 7  | Даниэл Карвальо     |         |
| Н | 20 | Тайсон              |         |
|   |    | Тренер:             |         |
|   |    | Тите                |         |

Помощники судьи:
 Мануэль Берналь
 Эмигдио Руис Роа
Четвёртый арбитр:
 Карлос Галеано
| 3 декабря 2008 22:00 UTC−3 | \| Интернасьонал \| 1:1 (0:0), д.в. \| Эстудиантес \| \| Нилмар 115′ \| Голы \| Алайес 66′ \| | Бейра-Рио Порту-Алегри, Бразилия Зрителей: 51 803 Судья: Хорхе Ларрионда |
| Интернасьонал              | 1:1 (0:0), д.в.                                                                               | Эстудиантес                                                              |
| Нилмар 115′                | Голы                                                                                          | Алайес 66′                                                               |

| 119'     | Лауро               | 22 | В |
| 65'      | Боливар             | 13 | З |
|          | Алваро              | 24 | З |
|          | Дани Мораис         | 14 | З |
|          | Маркао              | 6  | З |
|          | Эдиньо (к)          | 8  | П |
| 62'      | Андрезиньо          | 17 | П |
| 22' 107' | Маграо              | 11 | П |
|          | Андрес Д’Алессандро | 15 | П |
| 115′     | Нилмар              | 9  | Н |
| 79'      | Алекс               | 10 | Н |
|          | Запасные:           |    |   |
| 92'      | Аженор              | 1  | В |
| 104'     | Сандро Раньери      | 4  | П |
|          | Даниэл Карвальо     | 7  | П |
| 62' 95'  | Густаво Нери        | 16 | П |
|          | Розинеи             | 18 | П |
|          | Рикардо Лопес       | 21 | П |
| 79'      | Тайсон              | 20 | Н |
|          | Тренер:             |    |   |
|          | Тите                |    |   |

| В | 21 | Мариано Андухар          |          |
| З | 14 | Маркос Анхелери          |          |
| З | 2  | Леандро Десабато         |          |
| З | 6  | Агустин Алайес           | 14'      |
| З | 3  | Кристиан Сельяй          |          |
| З | 19 | Рауль Ибербия            | 63'      |
| П | 22 | Родриго Бранья           | 54' 118' |
| П | 11 | Хуан Себастьян Верон (к) | 97'      |
| П | 23 | Леандро Бенитес          | 53'      |
| П | 10 | Гастон Фернандес         | 70'      |
| Н | 17 | Мауро Боселли            | 122'     |
|   |    | Запасные:                |          |
| В | 1  | Мариано Барбоса          |          |
| З | 13 | Хуан Мануэль Диас        |          |
| П | 8  | Энцо Перес               | 63'      |
| П | 15 | Хуан Аугусто Уэрта       |          |
| П | 16 | Иван Морено и Фабианеси  | 97'      |
| Н | 7  | Хуан Сальгейро           |          |
| Н | 9  | Хосе Луис Кальдерон 70'  |          |
|   |    | Тренер:                  |          |
|   |    | Леонардо Астрада         |          |

Помощники судьи:
 Пабло Фандиньо
 Вальтер Риаль
Четвёртый арбитр:
 Роберто Сильвера

#### Столетие клуба

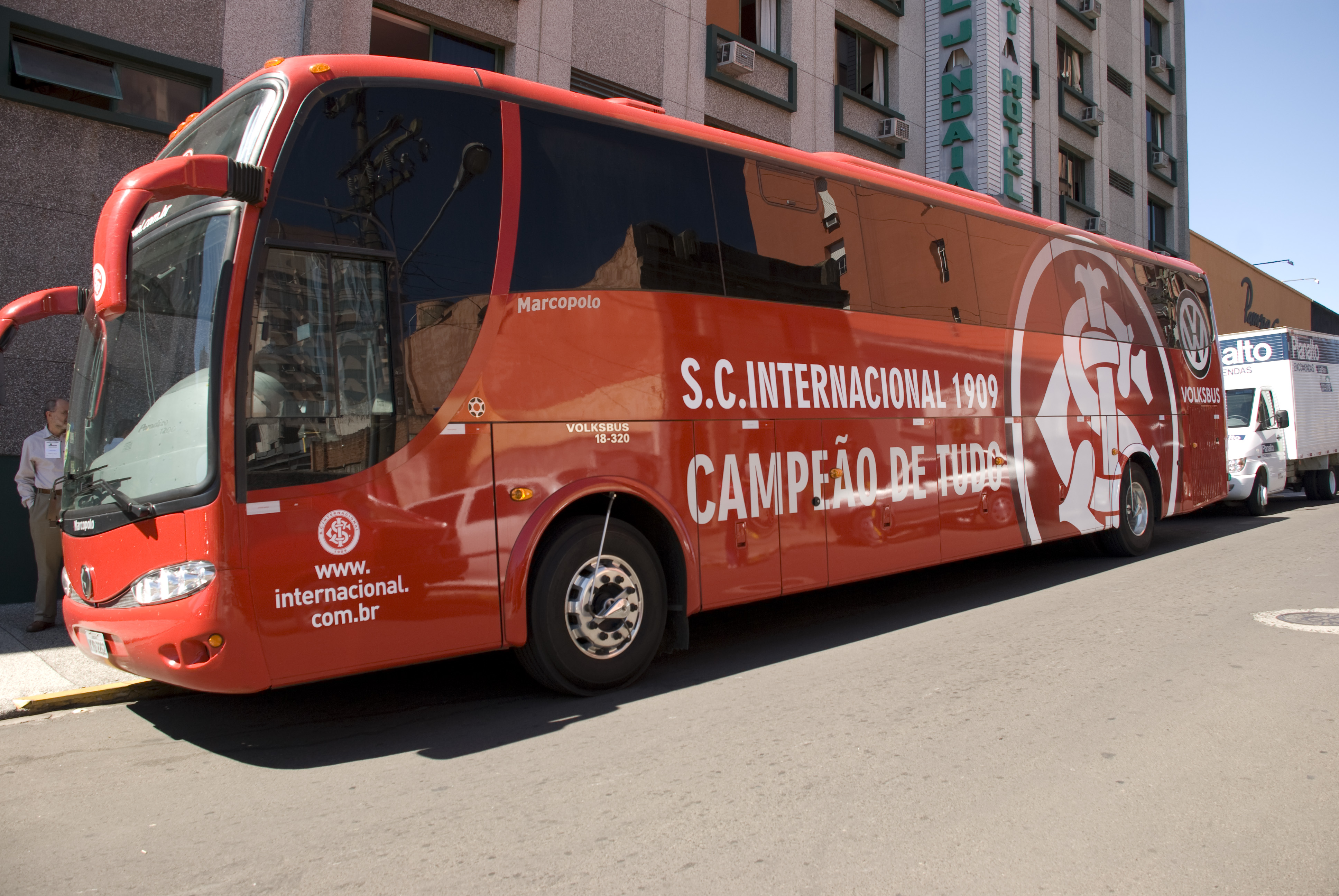
На клубном автобусе «Интера» в честь юбилея появилась надпись «Чемпион всего»

В 2009 году «Интер» праздновал столетие своего основания. Этот год «колорадос» начали с победы в Лиге Гаушу, выиграв оба предварительных раунда турнира (Кубок Фернандо Карвальо, который был назван в честь президента «Интера» в 2006 году, и Кубок Фабио Коффа, при котором «Гремио» выиграл оба своих Кубка Либертадорес) и став чемпионом даже без финальных игр. Команда одержала победу даже несмотря на уход капитана Эдиньо и одного из лучших игроков Южной Америки 2008 года Алекса (в московский «Спартак») — уже в ходе розыгрыша турнира. В состав влились новые лидеры — Андрезиньо, Тайсон, продолжал прогрессировать в игре аргентинец Андрес Д’Алессандро, а также Нилмар, который своей игрой за «Интер» подтвердил свой статус нападающего сборной Бразилии.
После триумфа в Лиге Гаушу «колорадос» успешно стартовали в чемпионате Бразилии и дошли до финала Кубка Бразилии, где уступили «Коринтиансу», только что вернувшемуся из Серии B. В Рекопе Южной Америки «Интер» по сумме двух матчей уступил победителю Кубка Либертадорес 2008 эквадорскому ЛДУ Кито.
В июле количество членов клуба достигло 100 тысяч человек, что сделало «Интер» шестым клубом в мире по данному показателю после «Бенфики», «Барселоны», «Манчестер Юнайтед», «Баварии» и «Порту».
5 августа «Интернасьонал» в какой-то степени компенсировал неудачу в Рекопе победой во второстепенном турнире Кубке банка Суруга. Победу над клубом «Оита Тринита» (2:1) принесли голы Александро и Андрезиньо.
В сентябре команду покинул Нилмар (он перешёл в «Вильярреал»), на его место был куплен один из творцов «эквадорского чуда» 2008 года Луис Боланьос. Команда стала немного пробуксовывать, и шансы выиграть чемпионат Бразилии к концовке сезона стремительно улетучивались. 5 октября руководство клуба приняло решение отправить Тите в отставку. На его место пришёл Марио Сержио. При нём «Интер» одержал 6 побед, 3 раза сыграл вничью и лишь дважды проиграл, вернув накал в борьбу за чемпионство.
6 декабря 2009 года «Интернасьонал» оставался последним клубом, который мог бы обогнать в турнирной таблице «Фламенго». Для этого «гаушус» необходимо было побеждать дома «Санту-Андре» и ждать победы «Гремио» над «Фламенго» в матче на «Маракане». «Интер» свой матч выиграл, однако «Гремио» не смог ничего поделать с «рубро-негрос», и «Интернасьонал» стал вице-чемпионом Бразилии. В этом статусе он и стартовал в групповой стадии Кубка Либертадорес 2010.
Также в 2009 году начал вещание клубный ТВ-канал.

#### Кубок Либертадорес 2010
«Интернасьонал» начал кампанию Кубка Либертадорес с уругвайским тренером Хорхе Фоссати, триумфатором Южноамериканского кубка 2009 с эквадорским ЛДУ Кито. В среде болельщиков Фоссати не пользовался большой популярностью, однако он смог вывести «Интер» в полуфинал главного международного клубного турнира. Тем временем, в чемпионате и Кубке Бразилии дела у команды шли неважно, «колорадос» неудачно (второе место) выступили и в Лиге Гаушу, уступив титул извечным врагам, «Гремио», которых торседорес «Интера» обвиняли в сдаче игры «Фламенго» на финише прошлого чемпионата Бразилии.
Под предлогом неудачных выступлений на внутренней арене во время чемпионата мира 2010 года руководители «Интера» заменили Фоссати на бразильца Селсо Рота, который также неоднозначно воспринимался в среде болельщиков (он уже дважды возглавлял команду, и в 2002 году это была явная неудача для Рота). С отставкой также был не согласен и сам уругвайский тренер.
В полуфинале Кубка Либертадорес «Интер» уверенно прошёл земляков из «Сан-Паулу», которых обыгрывал ещё в финале КЛ-2006. А в финале не оставил шансов мексиканской «Гвадалахаре», начавшей этот турнир со стадии 1/8 финала (в 2009 году мексиканцы снялись с соревнований из-за эпидемии свиного гриппа). В обоих поединках «Интер» владел ощутимым преимуществом и инициативой с большим количеством опасных моментов для взятия ворот. Впрочем, как в Мексике, так и в Порту-Алегри, «Гвадалахара» открывала счёт в концовке первых таймов, но во вторых таймах «Интернасьонал» отвечал бо́льшим числом забитых мячей. Уже ведя со счётом 3:1 на «Бейра-Рио», «Интер» пропустил гол со штрафного удара в дополнительное время. Тут же прозвучал свисток арбитра, возвестивший о второй победе «Интера» в главном клубном турнире Южной Америки. Мексиканские футболисты, во втором тайме действовавшие очень грубо, попытались устроить драку, но их довольно быстро успокоили представители правоохранительных органов, и капитан команды Боливар поднял над головой почётный трофей.
Лучшим бомбардиром в команде стал молодой полузащитник Жулиано с 6 голами. Центральный защитник «Интера» Индио выиграл в составе «колорадос» уже свой 10-й трофей. Удачно проявила себя селекционная служба команды, которая перед полуфиналами сумела возвратить в «Интер» своих ветеранов, выигрывавших главный южноамериканский титул четырьмя годами ранее — Тингу и Рафаэла Собиса. Первый был признан лучшим игроком ответного финального матча, а второй забил важнейший гол в той же игре, который позволил сравнять счёт в матче, после чего команда забила ещё два мяча.
Главный тренер «Интера» Селсо Рот отметил работу своего предшественника:
Я пришёл в команду, и тренировал её в полуфинале и финале. Но важно подчеркнуть, что до моего прихода здесь был профессионал, который хорошо выполнял свою работу, любите ли вы его или нет. Хорхе Фоссати сыграл важную роль. Будучи иностранным тренером, у него возникла проблема адаптации к бразильскому футболу, но часть этого торжества относится и к нему.
24 ноября были оглашены результаты опросов болельщиков и журналистов, согласно которым, лучшим игроком Кубка Либертадорес 2010 года был признан 19-летний полузащитник сборной Бразилии Жулиано.
Кампания Кубка Либертадорес 2010
Групповой этап (Группа 5)
- 23.02.2010 —  «Интернасьонал» — «Эмелек»  — 2:1 («Бейра-Рио», Порту-Алегри)
- 11.03.2010 —  «Депортиво Кито» — «Интернасьонал»  — 1:1 («Олимпико Атауальпа», Кито)
- 18.03.2010 —  «Серро» (Монтевидео) — «Интернасьонал»  — 3:0 («Атилио Пайва Оливера», Ривера)
- 31.03.2010 —  «Интернасьонал» — «Серро»  — 2:0 («Бейра-Рио», Порту-Алегри)
- 14.04.2010 —  «Эмелек» — «Интернасьонал»  — 0:0 («Джордж Кепуэлл», Гуаякиль)
- 22.04.2010 —  «Интернасьонал» — «Депортиво Кито»  — 3:0 («Бейра-Рио», Порту-Алегри)

1. «Интернасьонал» — 12 очков
2. «Депортиво Кито» — 10
3. «Серро» — 8
4. «Эмелек» — 2

1/8 финала
- 28.04.2010 —  «Банфилд» — «Интернасьонал»  — 3:1 («Флоренсио Сола», Банфилд)
- 06.05.2010 —  «Интернасьонал» — «Банфилд»  — 2:0 («Бейра-Рио», Порту-Алегри)

Четвертьфинал
- 13.05.2010 —  «Интернасьонал» — «Эстудиантес» (Ла-Плата)  — 1:0 («Бейра-Рио», Порту-Алегри)
- 20.05.2010 —  «Эстудиантес» — «Интернасьонал»  — 2:1 («Хосе Луис Мейснер», Кильмес)

Полуфинал
- 28.07.2010 —  «Интернасьонал» — «Сан-Паулу»  — 1:0 («Бейра-Рио», Порту-Алегри)
- 05.08.2010 —  «Сан-Паулу» — «Интернасьонал»  — 2:1 («Морумби», Сан-Паулу)

Финал
- 11.08.2010 —  «Гвадалахара» — «Интернасьонал»  — 1:2 («Omnilife», Сапопан)
- 18.08.2010 —  «Интернасьонал» — «Гвадалахара»  — 3:2 («Бейра-Рио», Порту-Алегри)

Финал
| 11 августа 2010 19:50 UTC−5 | \| Гвадалахара \| 1:2 (отчёт) \| Интернасьонал \| \| Адольфо Баутиста 45+2′ \| Голы \| Жулиано 73′ · Боливар 76′ \| | Омнилайф Сапопан, Халиско, Мексика Зрителей: 49 850 Судья: Эктор Бальдасси |
| Гвадалахара                 | 1:2 (отчёт) | Интернасьонал                                                              |
| Адольфо Баутиста 45+2′      | Голы | Жулиано 73′ · Боливар 76′                                                  |

|         | Луис Эрнесто Мичель | 1  | В |
|         | Джонни Магальон     | 3  | З |
|         | Эктор Рейносо (к)   | 4  | З |
| 90+2'   | Марио де Луна       | 2  | З |
|         | Мигель Анхель Понсе | 23 | З |
| 86'     | Хавьер Баэс         | 18 | П |
|         | Эдгар Мехия         | 20 | П |
| 75' 79' | Марко Фабиан        | 8  | П |
| 69'     | Омар Арельяно       | 9  | П |
| 45+2′   | Адольфо Баутиста    | 7  | Н |
|         | Омар Браво          | 17 | Н |
|         | Запасные:           |    |   |
|         | Серхио Ариас        | 22 | В |
| 69'     | Патрисио Араухо     | 5  | З |
|         | Кристиан Перес      | 21 | П |
|         | Хуан Антонио Окампо | 25 | П |
| 79'     | Дионисио Эскаланте  | 16 | П |
| 86'     | Улисес Давила       | 11 | П |
|         | Мичель Васкес       | 15 | Н |
|         | Тренер:             |    |   |
|         | Хосе Луис Реаль     |    |   |

| В | 28 | Ренан                 |         |
| З | 15 | Ней                   |         |
| З | 3  | Индио                 |         |
| З | 2  | Боливар (к)           | 76′     |
| З | 6  | Клебер Корреа         |         |
| П | 11 | Жулиано               | 73′     |
| П | 5  | Пабло Гиньясу         |         |
| П | 7  | Тайсон                | 86'     |
| П | 8  | Сандро                | 88'     |
| Н | 10 | Андрес Д’Алессандро   |         |
| Н | 9  | Александро            | 34'     |
|   |    | Запасные:             |         |
| В | 25 | Роберто Аббондансьери |         |
| З | 4  | Фабиано Эллер         |         |
| П | 20 | Глайдсон              |         |
| П | 17 | Андрезиньо            |         |
| П | 21 | Вилсон Матиас         | 86'     |
| Н | 23 | Рафаэл Собис          | 72'     |
| Н | 27 | Эвертон Коста         | 34' 72' |
|   |    | Тренер:               |         |
|   |    | Селсо Рот             |         |

Помощники судьи:
 Рикардо Касас
 Эрнан Майдана

Четвёртый арбитр:
 Сауль Лаверни
Игрок матча:  Андрес Д’Алессандро
| 18 августа 2010 22:00 UTC−3                         | \| Интернасьонал \| 3:2 (отчёт) \| Гвадалахара \| \| Рафаэл Собис 61′ · Леандро Дамиан 75′ · Жулиано 88′ \| Голы \| Марко Фабиан 42′ · Омар Браво 90′ \| | Бейра-Рио Порту-Алегри, Бразилия Зрителей: 56 000 Судья: Оскар Руис |
| Интернасьонал                                       | 3:2 (отчёт) | Гвадалахара                                                         |
| Рафаэл Собис 61′ · Леандро Дамиан 75′ · Жулиано 88′ | Голы | Марко Фабиан 42′ · Омар Браво 90′                                   |

|         | Ренан                 | 28 | В |
|         | Ней                   | 15 | З |
| 64'     | Боливар (к)           | 2  | З |
|         | Индио                 | 3  | З |
|         | Клебер Корреа         | 6  | З |
|         | Пабло Гиньясу         | 5  | П |
| 84'     | Тинга                 | 16 | П |
| 88'     | Сандро                | 8  | П |
| 65'     | Тайсон                | 7  | П |
|         | Андрес Д’Алессандро   | 10 | Н |
| 61′ 72' | Рафаэл Собис          | 23 | Н |
|         | Запасные:             |    |   |
|         | Роберто Аббондансьери | 25 | В |
|         | Фабиано Эллер         | 4  | З |
|         | Глайдсон              | 20 | П |
|         | Андрезиньо            | 17 | П |
| 84'     | Вилсон Матиас         | 21 | П |
| 65' 89′ | Жулиано               | 11 | П |
| 72' 76′ | Леандро Дамиан        | 27 | Н |
|         | Тренер:               |    |   |
|         | Селсо Рот             |    |   |

| В | 1  | Луис Эрнесто Мичель |         |
| З | 3  | Джонни Магальон     |         |
| З | 4  | Эктор Рейносо (к)   |         |
| З | 2  | Марио де Луна       | 9'      |
| З | 5  | Патрисио Араухо     |         |
| З | 23 | Мигель Анхель Понсе | 79'     |
| П | 18 | Хавьер Баэс         | 81'     |
| П | 8  | Марко Фабиан        | 19' 43′ |
| П | 9  | Омар Арельяно       | 86'     |
| Н | 7  | Адольфо Баутиста    | 45'     |
| Н | 17 | Омар Браво          | 90+2′   |
|   |    | Запасные:           |         |
| В | 22 | Серхио Ариас        |         |
| П | 16 | Дионисио Эскаланте  | 78'     |
| П | 20 | Эдгар Мехия         |         |
| П | 14 | Хорхе Энрикес       |         |
| П | 11 | Улисес Давила       |         |
| Н | 15 | Мичель Васкес       | 81'     |
|   |    | Тренер:             |         |
|   |    | Хосе Луис Реаль     |         |

Помощники судьи:
 Абраам Гонсалес
 Умберто Клавихо

Четвёртый арбитр:
 Хосе Эрнандо Битраго
Игрок матча:  Тинга

#### 2010-е годы

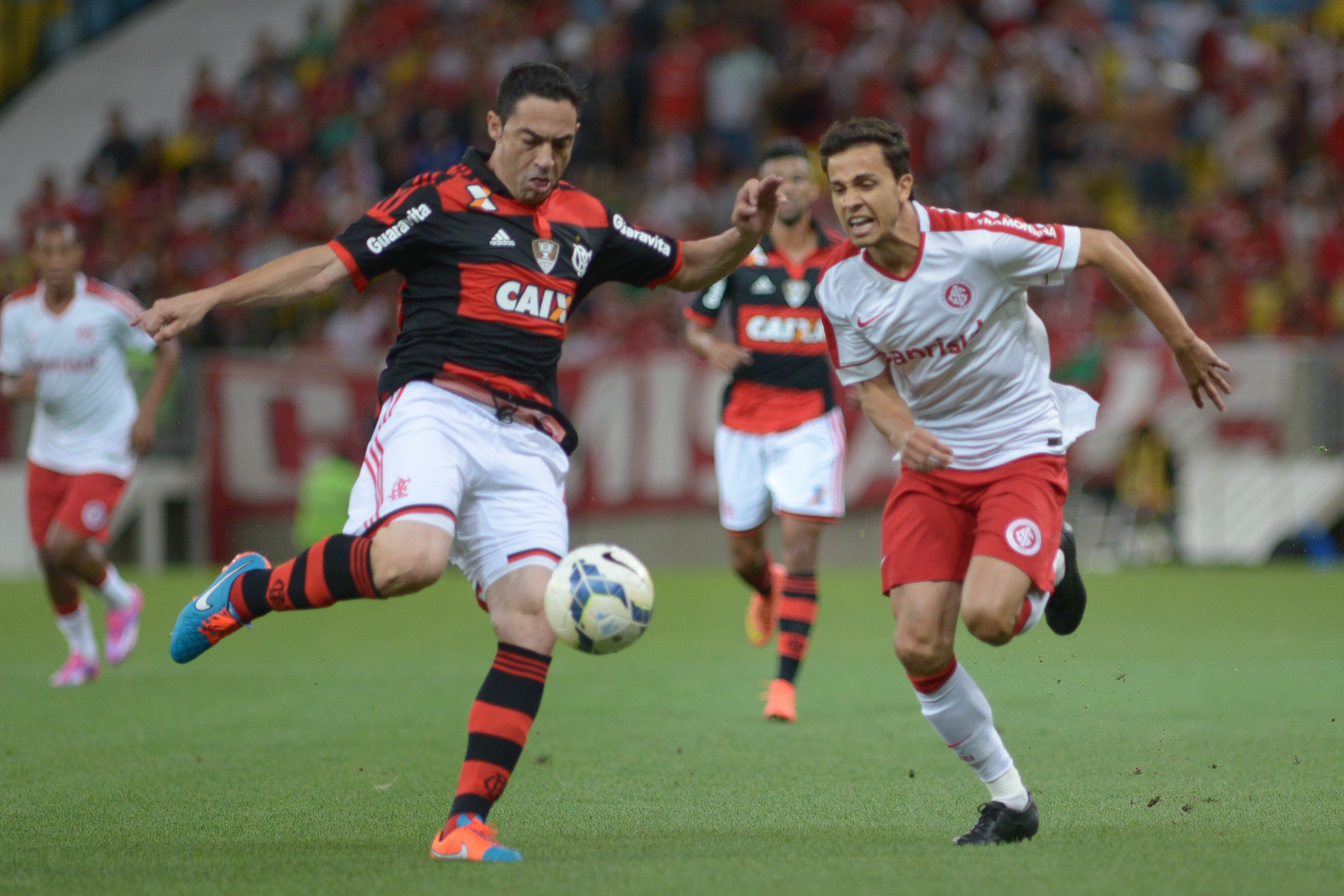
Матч 30 тура чемпионата Бразилии 2014 «Фламенго» — «Интернасьонал».

По итогам чемпионата Бразилии уже обеспечивший себе право участия в Кубке Либертадорес 2011 года «Интернасьонал» занял 7-е место. Мощный рывок, последовавший после чемпионата мира, в который уложилась итоговая победа в Кубке Либертадорес, позволила «Интеру» резко улучшить турнирное положение. В определённый момент «Интер» вошёл в когорту команд, которые вели борьбу за лидерство в чемпионате. Однако досадные потери очков «Интером» и рядом других команд позволили на финише чемпионата оторваться тройке команд, лучшей из которых стал «Флуминенсе».
«Колорадос» сосредоточились на подготовке к клубному чемпионату мира. 14 декабря 2010 года «Интер» проиграл в полуфинале КЧМ команде «ТП Мазембе» из ДРК со счётом 0:2. Впервые в истории турнира в финале не сошлись европейская и южноамериканская команды.
В Кубке Либертадорес 2011 «Интер» довольно уверенно прошёл групповой этап, но уже в первой стадии плей-офф вылетел после поражения от уругвайского «Пеньяроля», который в итоге дошёл до финала и уступил там «Сантосу». В чемпионате Бразилии 2011 «колорадос» почти не участвовали в борьбе за титул, однако в последнем туре, обыграв в принципиальном матче «Гремио» (1:0) благодаря голу Д’Алессандро, сумели занять 5-е место и попасть в квалификационный раунд Кубка Либертадорес — поскольку обладатель Кубка Бразилии «Васко да Гама» занял 2-е место, зона Кубка Либертадорес в этом году расширилась до пятой команды первенства.
В Кубке Либертадорес 2012 «Интер» успешно преодолел предварительный раунд, выбив из турнира «Онсе Кальдас» (1:0, 2:2). Бывший обладатель трофея попал в одну группу с действующим победителем «Сантосом», и обе бразильские команды вышли в плей-офф, однако «Интернасьонал» сумел опередить «Стронгест» лишь на одно очко. В 1/8 финала «колорадос» оказались слабее ещё одного представителя Бразилии — «Флуминенсе» (0:0, 1:2). В чемпионатах Бразилии 2012 и 2013 годов команда выступила неудачно, закончив турниры на 10-м и 13-м местах соответственно.
По итогам чемпионата Бразилии 2014 года «Интер» занял 3-е место. Это дало право выступить в розыгрыше Кубка Либертадорес. «Колорадос» очень уверенно выступили в этом турнире, сумев дойти до полуфинала. В 1/8 финала команда из Порту-Алегри обыграла «Атлетико Минейро» (победители розыгрыша 2013 года), а в 1/4 финала был повержен «Индепендьенте Санта-Фе», который затем, во второй половине года, выиграл Южноамериканский кубок. В первом полуфинале «Интер» обыграл 2:1 УАНЛ Тигрес, но вдохновенная игра мексиканской команды в домашней игре и несколько неудачных действий в обороне привели к поражению на выезде 1:3 и вылету бразильцев из турнира. Также в 2015 году «Интернасьонал» в пятый раз подряд выиграл чемпионат штата Риу-Гранди-ду-Сул.
2016 год команда начала с шестой подряд победы в Лиге Гаушу. Несмотря на это, данный сезон получился для «Интера» худшим, по-крайней мере, за всё время участия в чемпионате Бразилии. До 14 тура «Интером» руководил Аржел Фукс, затем пять туров команду возглавлял Фалькао, которому на смену пришёл Селсо Рот. Тренерская чехарда и большая ротация состава не пошли на пользу коллективу, который скатился в подвал турнирной таблицы. Неспособность выиграть на своём поле у мало мотивированного середняка «Понте-Преты» в 35 туре (1:1) сделала угрозу вылета реальной. В последних трёх турах основой руководил Лиска. В 36 туре «Интер» проиграл на выезде «Коринтиансу» (0:1), затем с тем же счётом дома одержал верх над «Крузейро». Матчи последнего тура были перенесены с 4-го на 11 декабря в связи с крушением в Колумбии самолёта с «Шапекоэнсе». Во время образовавшегося перерыва капитан команды Алекс Мескини сделал заявление, что даже если последний тур вовсе отменят, игроки команды примут это решение, поскольку «Интер» «заслужил вылета в Серию B», но сделают на поле всё, чтобы оставить команду в элите. Однако игры 38 тура, за исключением матча самого «Шапекоэнсе», всё же состоялись. Прямые конкуренты «колорадос», «Витория» и «Коритиба», свои матчи проиграли (уже обеспечившему себе чемпионский титул «Палмейрасу» и всё той же «Понте-Прете» соответственно), поэтому победа над 13-й командой первенства «Флуминенсе» обеспечила бы «Интеру» сохранение места в Серии A. Однако игра завершилась вничью 1:1, причём хозяева поля не реализовали пенальти в конце 1-го тайма. Таким образом, «Интернасьонал» в год 10-летия своей первой победы в Клубном чемпионате мира впервые в своей истории вылетел в бразильскую Серию B.
2017 год «Интер» встретил с новым руководством — незадолго до вылета команды в декабре 2016 года в клубе прошли очередные выборы, и президентом был избран Марсело Медейрос. Начался процесс финансовой и институциональной реорганизации. Так, за 2017 год с баланса клуба было освобождено около 50 футболистов — как текущего состава, так и находившихся в аренде. В качестве подкрепления было приобретено 15 игроков. Это позволило сократить долги. В начале 2017 года из аренды в родной «Ривер Плейт» вернулся многолетний капитан Андрес Д’Алессандро, сыгравший важнейшую роль в возвращении команды в элитный бразильский дивизион. Изначально команду тренировал Антонио Карлос Заго. В чемпионате штата команда стартовала неудачно, но в итоге сумела добраться до финала, где уступила «Нову-Амбургу». В мае, после нескольких неудач в Серии B, Заго был уволен, на его место был назначен Гуто Феррейра. Тренер потребовал укрепить как минимум две позиции, и клуб приобрёл полузащитника Камило и Леандро Дамиана. Нападающий, ушедший из «Интера» в 2014 году, легко влился в основу, и также стал важным фактором в итоговом успехе. Когда до завершения Серии B оставалось три игры, Феррейра был уволен. Одаир Элман завершил работу двух своих предшественников. В матче 36 тура с «Оэсте» была зафиксирована нулевая ничья, а последние две «Интер» выиграл с одинаковым счётом 2:0 (у «Гояса» в гостях и «Гуарани» дома), гарантировав второе место и возвращение в Серию A.
В 2018 году «Интер» неудачно выступил в чемпионате штата и Кубке Бразилии, что вызвало серию протестов со стороны болельщиков. Однако провал первого полугодия полностью компенсировался выступлением в чемпионате Бразилии — команда, только что вернувшаяся в элиту, сумела занять призовое третье место и пробиться в зону Кубка Либертадорес. Лидерами команды в этом сезоне были Андрес Д’Алессандро (отметивший 10-летие пребывания в «Интере» и преодолевший отметку в 400 сыгранных матчей), Родриго Дорадо (он был капитаном в первой части сезона, когда форму набирал Д’Алессандро), а также нападающие Нико Лопес и Леандро Дамиан.

## Гре-Нал

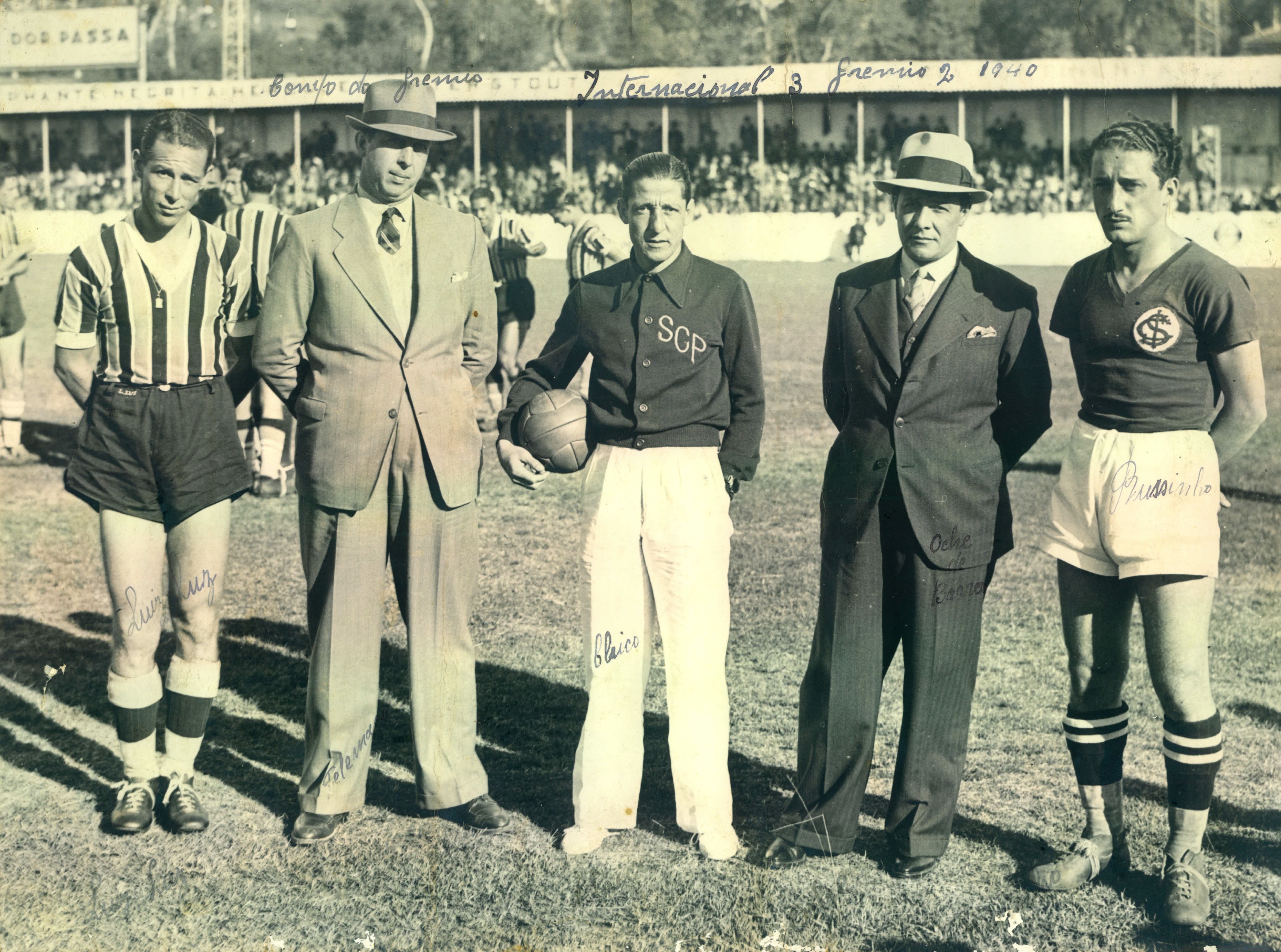
Команды готовятся к началу Гре-Нал, 28 апреля 1940 года

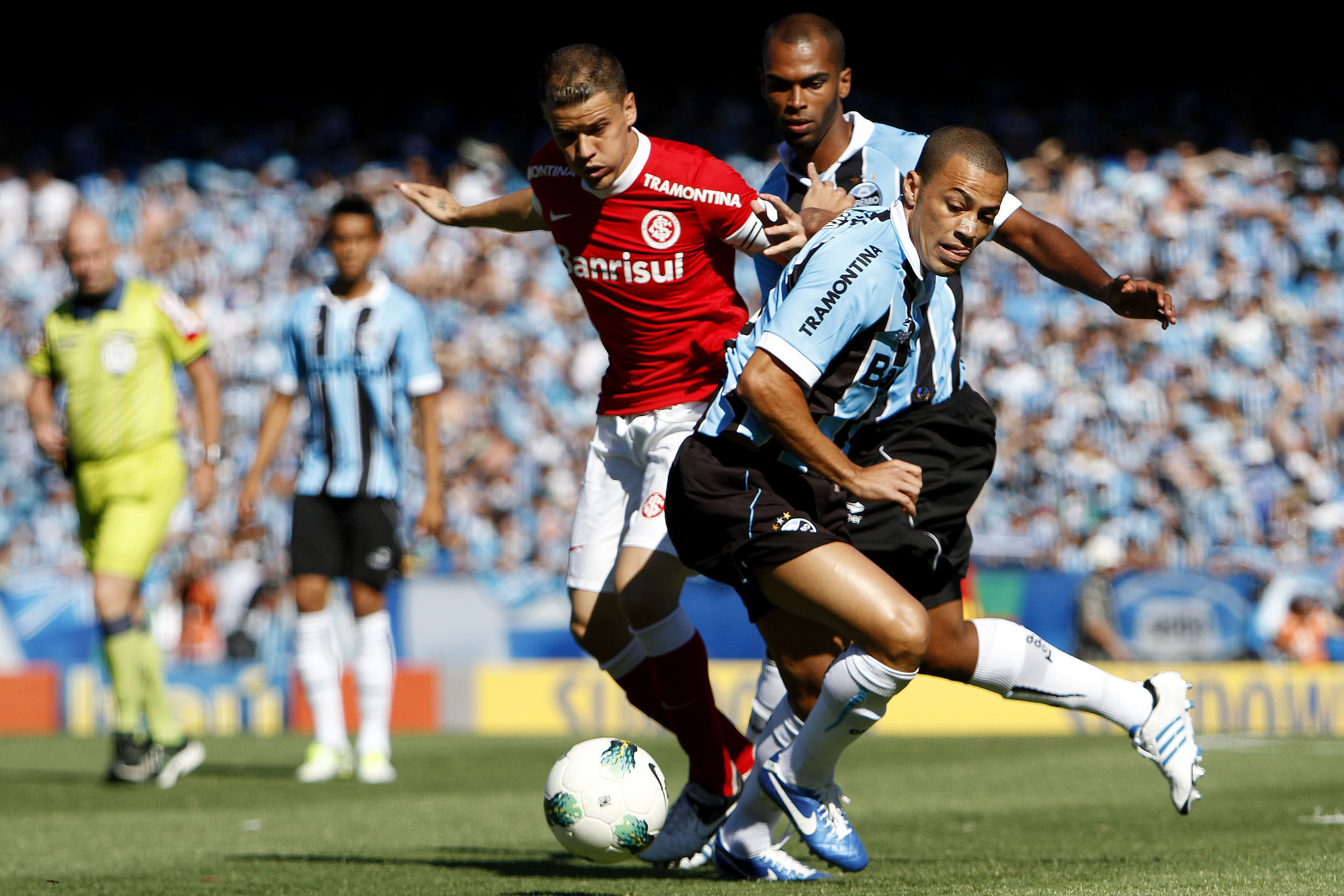
Эпизод игры 2 декабря 2012 года

Учитывая значительные достижения обеих команд на бразильской и международной аренах, противостояние Гре-Нал является одним из самых важных в бразильском и мировом футболе и самым важным на Юге Бразилии.
«Гремио» до 2010 года имел больше достижений на международной арене (2 победы в Кубке Либертадорес и одна — в Межконтинентальном кубке). Победа 2006 года резко повысила своеобразный рейтинг «Интернасьонала» в споре двух команд, а в 2010 году, сравнявшись по числу побед в Кубке Либертадорес с «Гремио», «Интер» стал по этому показателю самым титулованным клубом штата, поскольку ещё имеет в своём активе победу в Южноамериканском кубке. «Гремио» относится к числу наиболее титулованных клубов с точки зрения побед в Кубке Бразилии; у «трёхцветных» четыре победы, тогда как у «Интера» только одна. В то же время, «Интер» превосходит «Гремио» по количеству побед в чемпионатах штата (44 против 36) и в чемпионатах Бразилии — три против двух.
Название класико «Гремио» и «Интернасьонала» произошло от соединения первых букв «Гремио» и последних — «Интернасьонала». Термин придумал в 1926 году журналист и болельщик «Гремио» Иво дос Сантос Мартинс.
С 1909 по 2015 год команды в общей сложности встречались 408 раз. «Интер» одержал 154 победы, «Гремио» — 127, вничью команды сыграли 127 раз. Разница мячей — 578:539 в пользу «Интернасьонала». «Интернасьонал» сумел выйти вперёд по количеству побед в 89-м Гре-Нал (4:2) 30 сентября 1945 года, в период «Компрессорного катка». На тот момент у «Интера» стало 38 побед, у «Гремио» — 37, при 14 ничьих. В начале 1980-х годов преимущество «Интера» по количеству побед в класико достигло 31. В 2002 году разница сократилась до 15, в настоящий же момент у «колорадос» на 27 побед больше, чем у «Гремистас».
Основанный на шесть лет раньше, «Гремио» в первые годы значительно превосходил своих молодых соперников. В первом Гре-Нале «трёхцветные» обыграли новую команду со счётом 10:0 (18 июля 1909 года). Пять голов в том матче забил немец Эдгар Бут, который также является автором первого гола в истории этого класико. Рекорд победы над «Гремио» для «Интера» был зафиксирован в 1948 году — 7:0.
«Интер» стал первым клубом штата, который привлёк в основной состав игроков африканского происхождения (в 1925 году). «Гремио», который был основан немецкими и другими европейскими аристократами и отдававший предпочтение только белым игрокам, такой шаг предпринял лишь в 1952 году, купив как раз у «Интера» одного из лучших игроков страны на тот момент, афро-бразильца Тезоуринью.
В первом «Гре-Нал» на новом стадионе соперника, «Олимпико Монументал», 26 сентября 1954 года «Интер» выиграл со счётом 6:2.
После ввода в эксплуатацию стадиона «Бейра-Рио», с 1969 по 1976 год в сорока Гре-Налах «Интер» одержал 18 побед, сыграл вничью столько же и проиграл только 4 игры. С 17 октября 1971 по 13 июля 1975 «Интер» не проигрывал в 17 класико подряд — это самая долгая беспроигрышная серия в Гре-Нал. Самой долгой аналогичной серией для «Гремио» был период с 16 июня 1999 по 28 октября 2002 года, когда «трёхцветные» не проигрывали в 13 играх подряд.
Четырежды «Гремио» выигрывал у «Интернасьонала» по шесть раз подряд, последний раз это случилось в 1977—1978 годах. Четыре раза «Интер» повторял свой рекорд в пять побед подряд над соперником — последний такой случай произошёл в 1974—1975 годах.
Помимо противостояния с «Гремио», существует и значительно меньшее по масштабам класико против клуба «Жувентуде» из Кашиас-ду-Сул, достижения которого не идут ни в какое сравнение с двумя флагманами футбола штата. Однако «Жувентуде» в 1990-е и 2000-е годы демонстрировал довольно стабильные результаты на общенациональной арене, выигрывал Кубок Бразилии, долгое время был участником Серии A. Противостояние «Интера» с этой командой носит название Жуве-Нал, по аналогии с Гре-Налом.

## Клуб

### Бизнес и финансы
8 декабря 2008 года «Интернасьонал» получил сертификат качества серии ISO 9001. Помимо собственно достижений на спортивной арене, данный сертификат подтверждает качество всей управленческой деятельности предприятия — Спортивного Клуба «Интернасьонал». В основе политики клуба лежат следующие постулаты:
- Обеспечение комфорта для болельщиков.
- Совершенствование процессов коммуникации с фанатскими организациями, встреч с болельщиками
- Повышение уровня знаний болельщиков касаемо услуг, предоставляемых Клубом.
- Сделать стадион Бейра-Рио безопасным для окружающей среды во время большого скопления болельщиков.
- Повышение профессиональной подготовки сотрудников и их мотивации.

«Интернасьонал» — единственный бразильский клуб, обладающий сертификатом качества ISO 9001.
«Интернасьонал» — один из самых богатых клубов Бразилии и всей Южной Америки. По состоянию на конец 2008 — начало 2009 годов по величине бюджета «колорадос» уступали лишь «Сан-Паулу» и ненамного «Сантосу». Бюджет был примерно равен 91,7 млн долларов США. Кроме того, у клуба сравнительно мало долгов — именно этим обусловлена возможность удерживать стабильный состав и не распродавать лидеров после каждого успеха, как это делают многие другие бразильские клубы. Разумеется, состязаться бюджетами с сильными европейскими командами «Интеру» не всегда удаётся, однако потери последних лет клуб восполняет успешной трансферной политикой и хорошей работой молодёжной академии.

### Стадионы

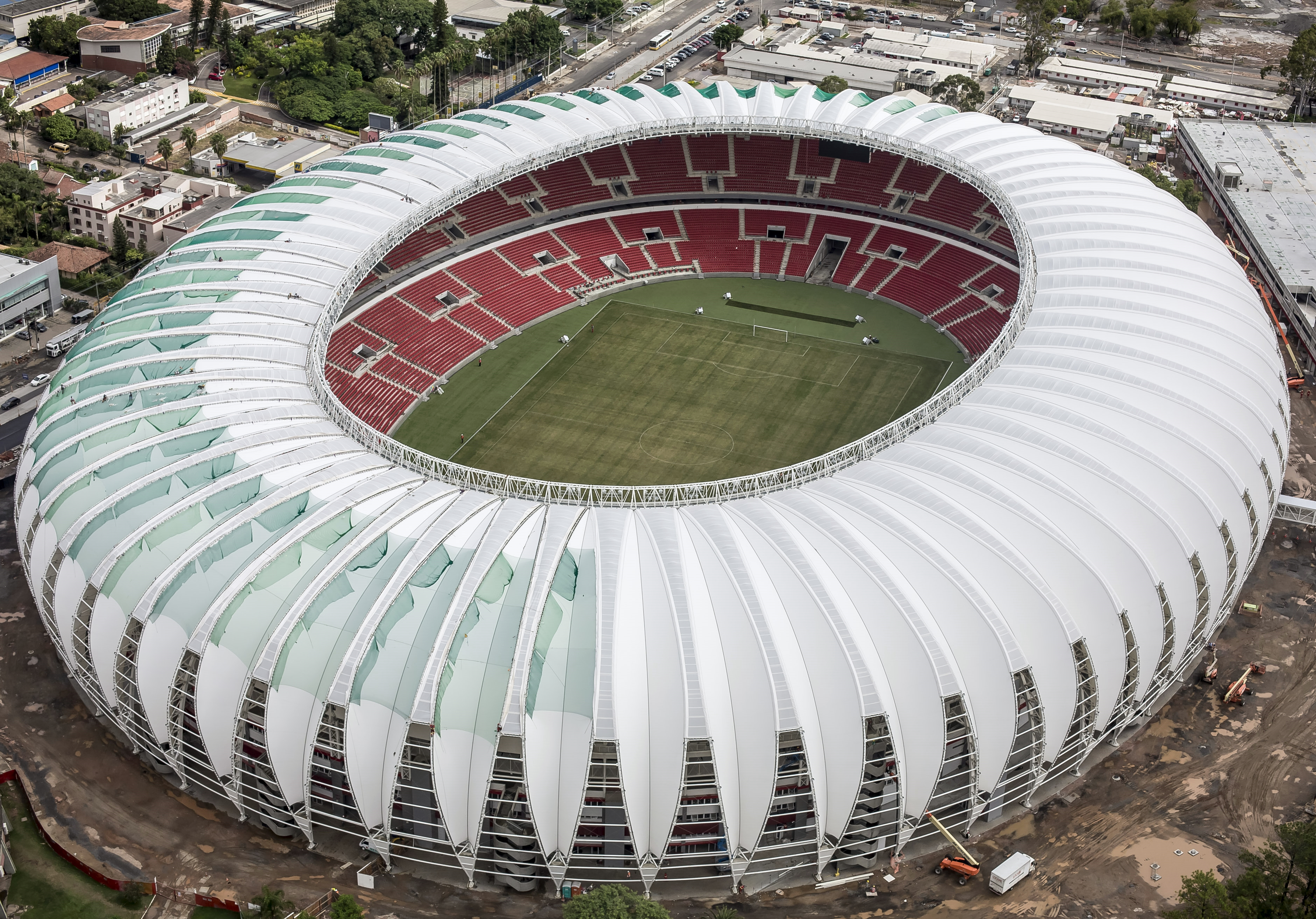
«Бейра-Рио» незадолго до сдачи к проведению ЧМ-2014.

С 1931 по 1969 домашним стадионом «Интернасьонала» был стадион «Илдо Менегетти», более известный как «Стадион Эвкалиптов» (исп. Estádio dos Eucaliptos). Первый матч на нём был сыгран 15 марта 1931 и закончился победой «Интера» над «Гремио» 3:0. После ввода в строй весной 1969 стадиона «Бейра-Рио», ставшего новой домашней ареной клуба, старый стадион утратил своё значение и перестал использоваться для футбольных соревнований серьёзного уровня.
В строительстве новой арены активное участие приняли болельщики команды — они помогали цементом, гвоздями, металлическими блоками, кирпичами. Первый матч на стадионе «Бейра-Рио» состоялся в полдень воскресенья 6 апреля 1969 года. «Интер» со счётом 2:1 победил в товарищеском матче португальскую «Бенфику». В начале стадион был рассчитан на более чем 90.000 зрителей. Теперь же, приведённый к требованиям ФИФА, его вместимость составляет почти 56.000 зрителей. Рекорд посещаемости был зафиксирован на отметке в 106.554 зрителя 17 июня 1972 года, в матче звёзд штата Риу-Гранди-ду-Сул против сборной Бразилии.
Официальное название стадиона — «Жозе Пинейра Борда» — в честь португальского инженера, который на протяжении многих лет вынашивал идею создать в Порту-Алегри грандиозный стадион, положив начало строительству такового.
В рамках подготовки к чемпионату мира 2014 года, будет реконструирован не только стадион Бейра-Рио, но и модернизирована вся прилегающая к стадиону и спорткомплексу территория.
| Рекорды посещаемости на стадионе Бейра-Рио (матчи «Интера») | Рекорды посещаемости на стадионе Бейра-Рио (матчи «Интера») |
| ----------------------------------------------------------- | ----------------------------------------------------------- |
| 1. Интер — Гремио — 1:1, 1971                               | 85 072                                                      |
| 2. Интер — Коринтианс — 2:0, 1976                           | 84 000                                                      |
| 3. Интер — Крузейро — 1:0, 1975                             | 82 568                                                      |
| 4. Интер — Баия — 0:0, 1988                                 | 79 598                                                      |
| 5. Интер — Гремио — 2:1, 1989                               | 78 083                                                      |

### Спортивная база
Клубу принадлежит спортивный комплекс «Жигантиньо» — самый большой в Бразилии. Он включает тренировочные поля, спортивную гимназию «Жигантиньо», и даже навигационный Комплекс для регат. Все команды разных возрастов работают тесно друг к другу, а юные футболисты имеют возможность общаться со звёздами клуба. Комплекс также включает рестораны, базу для игроков, физические тренировочные комнаты, магазины, музей, апартаменты для Правления Директоров, управления, отдела маркетинга, связи, парковки и банк. Также здесь расположена одна из наиболее оборудованных раздевалок Бразилии, по своему уровню и роскоши — одна из лучших в мире, открыта она была в 2004 году. Самая большая спортивная гимназия в Бразилии «Жигантиньо» может вместить одновременно 18000 человек и имеет совершенную безопасность. Также здесь прекрасные акустика и условия для проведения музыкальных шоу и общественных собраний. Здесь выступали Roxette, Би Би Кинг, Red Hot Chili Peppers, Genesis, The Cure, a-ha, Эрик Клэптон, Iron Maiden, Pink Floyd, Парад Диснея, Московский Цирк, Балет Государственного академического Большого театра, другие артисты, проводились всемирные социальный и образовательный Форумы.

### Молодёжная академия

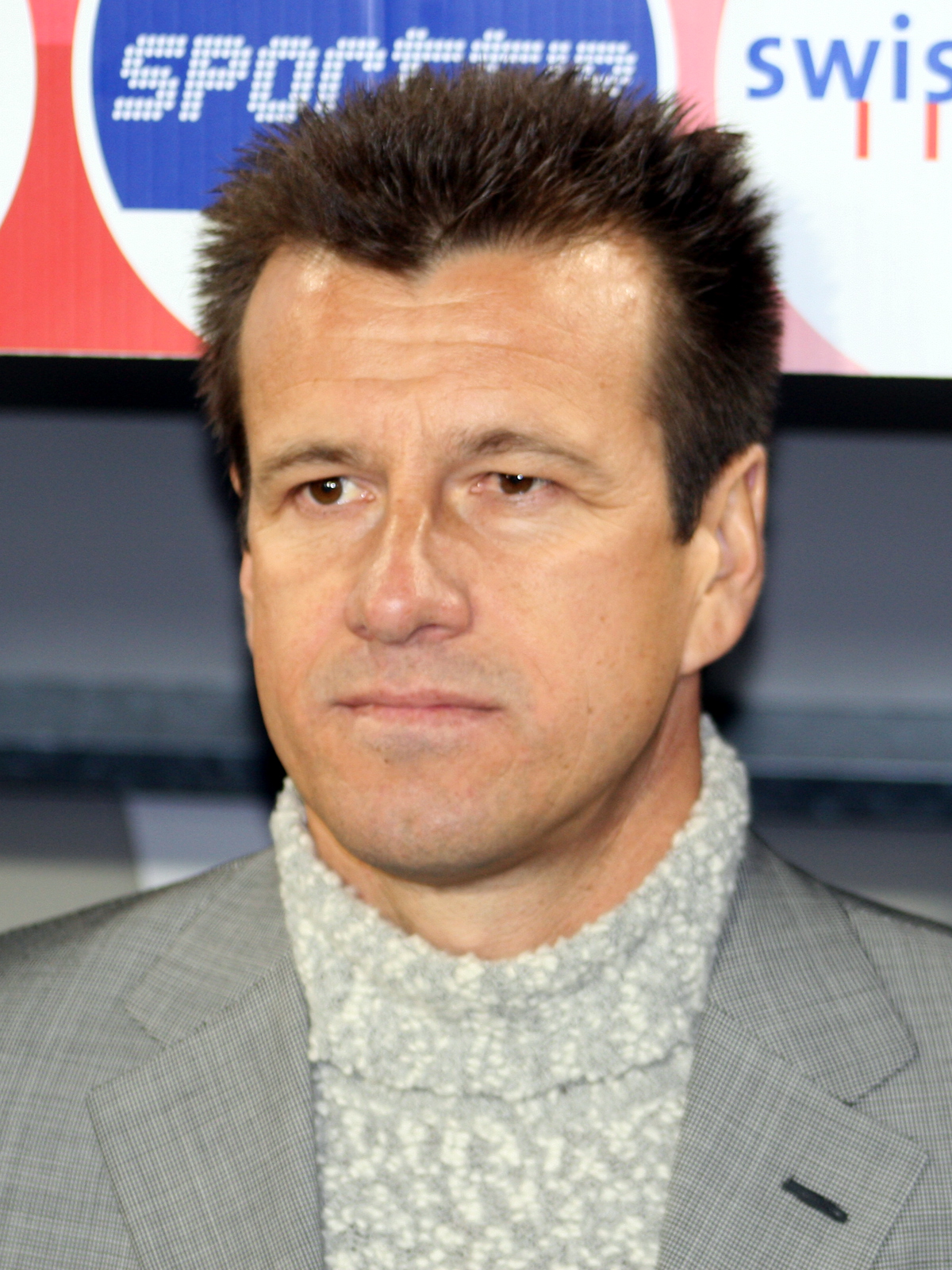
Дунга — воспитанник «Интера»

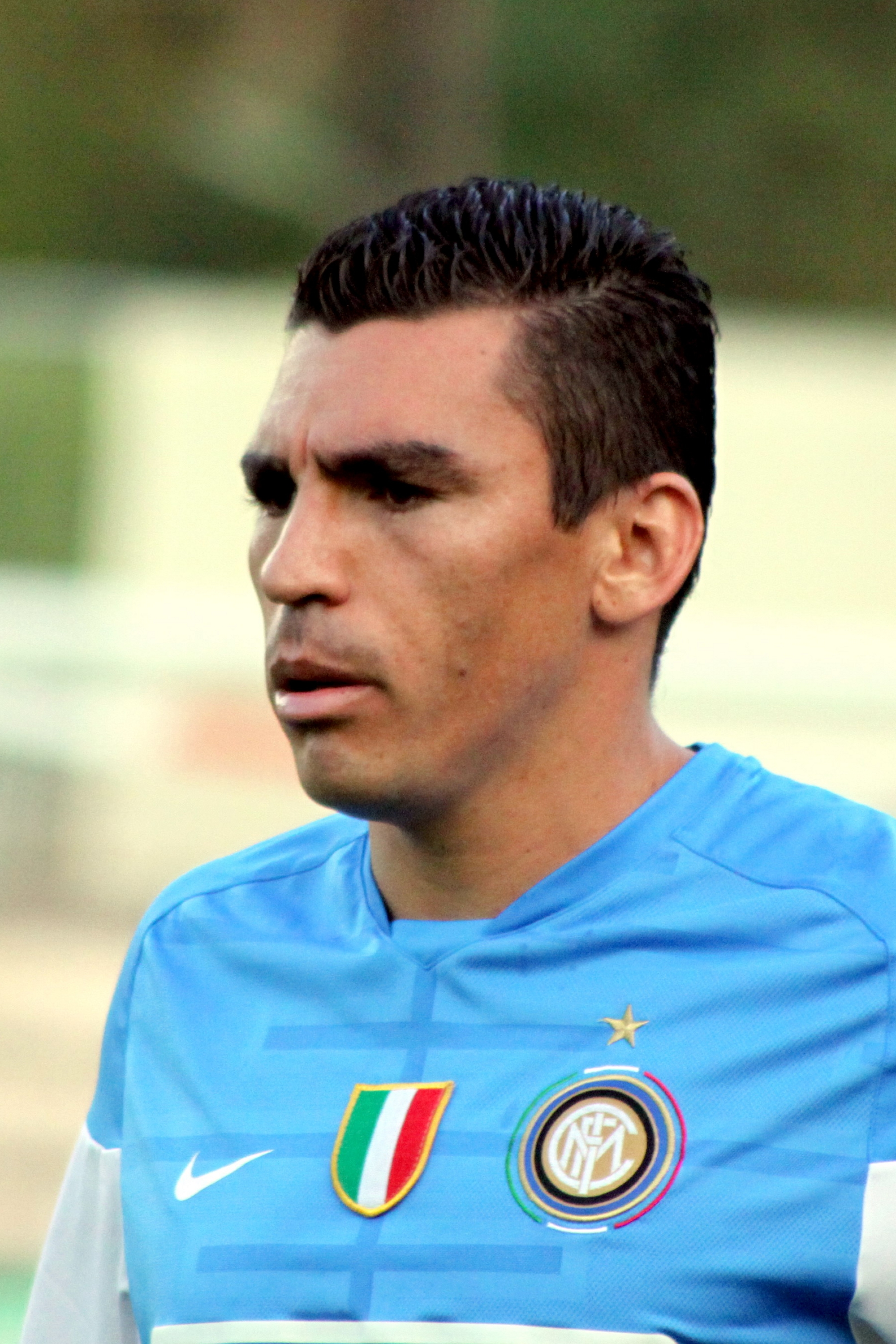
В «Интернасьонале» Лусио стал игроком мирового уровня

«Интер» добивался побед на многих молодёжных и юниорских соревнованиях, среди них «Юниорский футбольный кубок Сан-Паулу» (четырёхкратные чемпионы) и чемпионат Бразилии до 20 лет (чемпионы первого розыгрыша турнира, прошедшего в 2006 году).
Вкладывая много в дело воспитания молодёжи, на протяжении своей 100-летней истории «Интер» породил большое количество спортсменов, ставших звёздами мирового футбола. Некоторые известные футболисты начали играть в «Интернасьонале», такие, как Пауло Роберто Фалькао, вратарь Клаудио Таффарел и полузащитник Дунга. Другие игроки, добившиеся успехов в мировом футболе — защитники Лусио, Алоизио, который играл в «Барселоне» и «Порту» в 1990-х годах, полузащитники Батиста, игравший в 1982 на чемпионате мира, и Фабио Рошембак, ныне играющий в «Гремио».
Чемпионами мира по футболу, которых воспитал «Интернасьонал», являются:
- Ореко — начал карьеру в 1949 году в «Интернасьонале» (Санта-Марта), который был фактически фарм-клубом «Интера», и в 1950—57 годах уже играл за «колорадос». Чемпион мира 1958.
- Бранко — воспитанник клуба, в основной команде в 1980—81 годах. Чемпион мира 1994.
- Дунга — воспитанник клуба, в основной команде в 1980—84, 1999—2000 годах. Начал и закончил карьеру футболиста в «Интере». Чемпион мира 1994.
- Жилмар Риналди — воспитанник клуба, в основной команде в 1978—1985 годах. Чемпион мира 1994.
- Клаудио Таффарел — воспитанник клуба, в основной команде в 1984—1990 годах. Чемпион мира 1994.
- Лусио — воспитанник клуба, в основной команде в 1997—2000 годах. Чемпион мира 2002.

Из самых последних воспитанников выделяются:
- нападающий сборной Бразилии Нилмар;
- бывший полузащитник московского ЦСКА, а ныне — «Атлетико Минейро», Даниэл Карвальо;
- Рафаэл Собис, который всего спустя день после победы в Кубке Либертадорес 2006 был вызывал в сборную, тренером Дунгой;
- Луис Адриано и Алешандре Пато, молодые нападающие, ставшие в 2007 году победителями молодёжного Кубка Америки в составе сборной Бразилии — помогли «Интеру» в 2006 году выиграть Клубный чемпионат мира;
- Сандро Кордейро — полузащитник сборной Бразилии;
- Жулиано — после успешной кампании в Кубке Либертадорес в 2010 году 20-летний игрок уже успел дебютировать в сборной Бразилии.

### Социальная миссия
«Интернасьонал», будучи спортивным клубом, предоставляет помещения и площадки не только для занятий детей и взрослых футболом, но и другими видами спорта, а также неспортивного досуга — инфраструктура «Интера» позволяет ходить женщинам на курсы кройки и шитья, пользоваться услугами педагогов по работе с детьми до 2 лет, услугами инструкторов по работе с инвалидами, заниматься народным ремеслом и т. д. В этом заключается один из аспектов социальной миссии «Интернасьонала».

## Символы

### Талисман

Талисман команды — Саси

Талисман команды — маленький человечек с длинным носом, похожий на Чиполлино или Буратино, он курит трубку, одет в форму «Интера» и бегает с футбольным мячиком. При этом человечек имеет абсолютно чёрный цвет кожи, за что первоначально получил прозвище Негриньо.
Это было не случайно — дело в том, что чёрный цвет кожи у талисмана лишний раз подчёркивал демократичность, интернациональность команды (в соответствии с названием клуба), в отличие от «Гремио», в который в первые годы существования команды не брали цветных футболистов. Со временем Негриньо получил новое воплощение — Саси, чьё имя схоже с аббревиатурой SCI — «Спорт Клуб „Интернасьонал“». Саси изначально был героем бразильского фольклора.

### Эмблема

Эмблема «Интера» в 2006-07 годах (до введения короны)

Главной деталью в эмблеме клуба всегда был красный овал с аббревиатурой SCI. В первом варианте в 1909 году на белом овале с красной границей помещались красные буквы. Расположение цветов стало противоположным с 1957 года. После первых побед в чемпионате Бразилии над эмблемой стали добавляться звёзды. Четыре звезды непосредственно над эмблемой украшали эмблему на протяжении 14 лет — с момента последней победы команды на внутренней арене (на международной арене титулов у «Интера» не было до 2006 года). Символизируют они 3 выигранные чемпионата Бразилии и 1 Кубок страны 1992 года.
В 2006 году «Интернасьонал» выиграл Кубок Либертадорес, что нашло отражение в эмблеме команды — была помещена верхняя звезда, на 50 % больше остальных, она символизирует как раз победу в этом турнире. После победы на клубном чемпионате мира в том же году, была добавлена самая большая звезда, возвышающаяся над всеми, серебристого цвета. Данный вариант эмблемы представлен на рисунке слева.
В 2007 году клуб выиграл аналог европейского Суперкубка — Рекопу Южной Америки. Таким образом, «Интер» выиграл все мыслимые трофеи на международной арене, которые может выиграть команда в Южной Америке — Кубок Либертадорес, Клубный чемпионат мира и Рекопа. Эмблему вновь изменили, вместо звёзд была добавлена корона, а снизу появились серебристые лавровые ветви.
В 2009 году появился новый вариант эмблемы. В круглом щите для того, чтобы подчеркнуть 100-летие основания «Интера», была нанесена дата основания команды — 1909 год.

### Форма
| 1909 | 1930 | 1954 |

- Основная форма команды: красные футболки, белые трусы и гетры.
- Запасная форма: белые футболки, красные трусы и гетры.
- На Клубном чемпионате мира 2006 года «Интер» оба матча провёл полностью в белой форме.
- В качестве тренировочного цвета клуб, как правило, использует золотой, который можно считать третьим цветом команды (цвет звёзд и короны в вариациях эмблемы, а кроме того, жёлтый цвет присутствует во флаге штата Риу-Гранди-ду-Сул).

## Болельщики

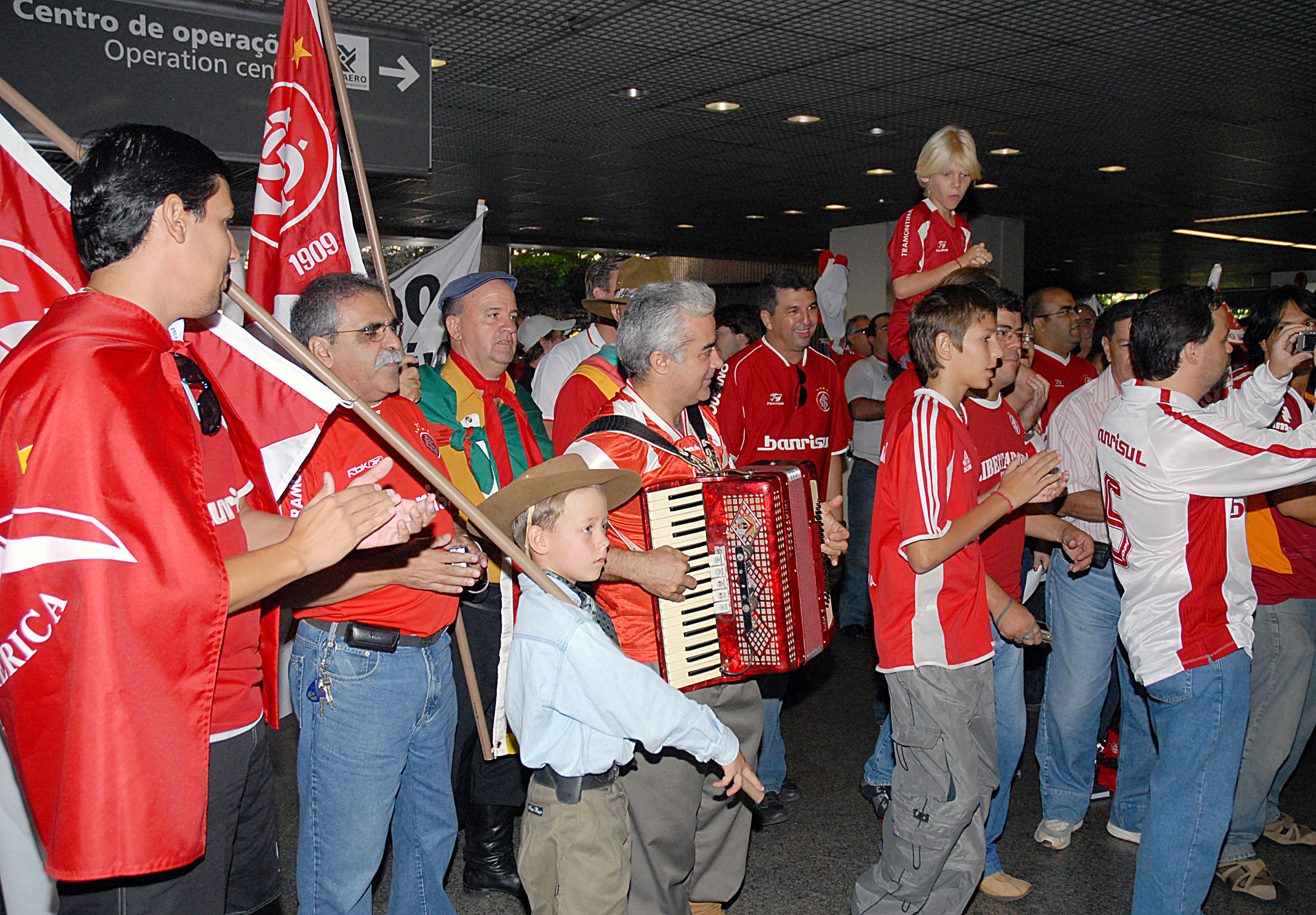
Болельщики «Колорадос» в начале 2007 года

По всей Бразилии количество болельщиков «Интернасьонала», по данным института исследования общественного мнения Datafolha (в составе крупнейшего медийного конгломерата Сан-Паулу Grupo Folha) на середину декабря 2009 года, достигало 5,8 млн, то есть 3 % населения страны. В другом исследованием института IBOPE (порт. Instituto Brasileiro de Opinião Pública e Estatística; Бразильского института общественного мнения и статистики), проведённого в 2004 году по заказу крупнейшего таблоида Бразилии Lance!, за «Интернасьонал» болели 2,6 % жителей Бразилии, то есть примерно 5 миллионов человек.
В 2008 году, по данным государственного бразильского банка «Кайша», занимающегося кредитованием населения, спортивных и культурных предприятий, развитием социальной инфраструктуры и маркетинговыми исследованиями, количество болельщиков «Интера» во всей Бразилии достигло 3,6 % (то есть 6,8 млн человек).
По самым различным версиям «Интер» долгое время был восьмой-девятой, иногда десятой командой Бразилии по числу болельщиков. Во многом благодаря последним успехам, торсида «Интера» неуклонно растёт. В 2008 году «Интер» делил седьмое место с «Крузейро», а в последнем рейтинге 2010 года уже сравнялся с теряющим популярность «Гремио» (по данным Datafolha). В 2009 году количество официальных членов клуба превысило 100 тыс. человек. По состоянию на 2016 год это число превысило 130 тыс. Это наивысший показатель в Америке и шестой — в мире.
У «Интера» также есть организованные группы болельщиков. Наиболее известны три из них: Camisa 12, Super F.I.C.O. и Guarda Popular.
Camisa 12 (то есть, «Футболка 12» или «12-й игрок») создал в 1969 году Висенте Ломандо Рао (порт. Vicente Lomando Rao), который в 1931 году даже играл за основную команду «Интера» в качестве футболиста. В 1940 году он создал Департамент по сотрудничеству с болельщиками и пропаганде СК «Интернасьонал» и он стал инициатором применения на матчах болельщиками музыкальных инструментов, баннеров, растяжек и фейерверков. С 1947 года он занимался набором молодых футболистов в детскую школу «Интера». В 1956 году был избран президентом Федерации банков штата Риу-Гранди-ду-Сул, был также известен как профсоюзный лидер. Фактически, созданная им организация болельщиков Camisa 12 — самая приближённая к руководству клуба. Помимо Рао, основателями Camisa 12 стали также Эрнани Бекер, Жорже Бирольо и Виктор Таварес ду Сантос.
Организованная торсида Super F.I.C.O. (аббревиатура расшифровывается как Força Independente Colorada — Независимая сила Колорадо) основана в апреле 1977 года. Её главным девизом является «Всегда рядом с „Интером“». Во время игр на Бейра-Рио толпа стоит на верхних ярусах по окружности стадиона (архибанкада). В настоящее время Super F.I.C.O. имеет несколько филиалов в городах штата Риу-Гранди-ду-Сул: в Пелотасе, Риу-Гранди, Озориу, Сан-Лоренсу-ду-Сул и в Лажеаду. Есть отделения в штатах Сеара, Парана и других местах. Super F.I.C.O. стала первой болельщицкой организацией штата, которая стала проводить массовые кампании по популяризации «Интера» во всех уголках Бразилии. Фактически, представителей Super F.I.C.O. можно назвать медиа-болельщиками и добровольными популяризаторами команды. Главой организации является Марсело Крипика.
Наконец, самой массовой торсидой «Интера» является Guarda Popular (можно перевести как «Массовая гвардия»), которая относится к так называемым барра-бравас, самым активным болельщикам Южной Америки. Наиболее известны барра-бравас аргентинских команд, но и в Бразилии стали появляться подобные организации. В 2001 году на трибунах стали активно зарождаться различные группировки — Diabos Vermelhos, Malditos da Coréia и т. д. К 2005 году из этих разрозненных групп остались две — Popular do Inter и Guarda Colorada, между которыми происходили различные конфликты по идеологическим мотивам. Тем не менее, в конце этого года две группировки смогли преодолеть разногласия, и объединились в Guarda Popular Colorada (хотя большая часть болельщиков всё равно называет организацию просто Popular). Отличительной особенностью этих болельщиков является использование риоделаплатского стиля боления, а также множество красно-белых флагов «Интера» и зелёно-красно-жёлтых — штата Риу-Гранди-ду-Сул. Дружеские связи налажены с торсидой единственной команды — «Фламенго», а именно с группой Urubuzada. Кроме того, неформально у болельщиков «Интера» очень хорошие связи с болельщиками аргентинского «Индепендьенте», уругвайского «Пеньяроля» и парагвайского «Серро Портеньо». В отличие от других торсид «Интернасьонала» (Camisa 12, Super F.I.C.O. и Nação Independente), Guarda Popular не поддерживает дружеских связей с болельщиками «Сан-Паулу» и «Спорта» из Ресифи.

## Основной состав
| 22 | Флаг Бразилии  | Вр  | Иван Куаресма                              | 1997 |  |  |  |  |  |
| 24 | Флаг Бразилии  | Вр  | Антони                                     | 2002 |  |  |  |  |  |
| 33 | Флаг Уругвая   | Вр  | Серхио Рочет                               | 1993 |  |  |  |  |  |
|    |                |     |                                            |      |  |  |  |  |  |
| 2  | Флаг Испании   | Защ | Уго Мальо                                  | 1991 |  |  |  |  |  |
| 3  | Флаг Бразилии  | Защ | Игор Гомес                                 | 2001 |  |  |  |  |  |
| 4  | Флаг Бразилии  | Защ | Роберт Ренан (в аренде из «Зенита»)        | 2003 |  |  |  |  |  |
| 6  | Флаг Бразилии  | Защ | Рене                                       | 1992 |  |  |  |  |  |
| 16 | Флаг Аргентины | Защ | Фабрисио Бустос                            | 1996 |  |  |  |  |  |
| 25 | Флаг Аргентины | Защ | Габриэль Меркадо                           | 1987 |  |  |  |  |  |
| 44 | Флаг Бразилии  | Защ | Витан (в аренде из «Шахтёра»)              | 2000 |  |  |  |  |  |
|    | Флаг Аргентины | ПЗ  | Алехандро Бернабеи (в аренде из «Селтика») | 2000 |  |  |  |  |  |
|    |                |     |                                            |      |  |  |  |  |  |
| 5  | Флаг Бразилии  | ПЗ  | Фернандо                                   | 1987 |  |  |  |  |  |
| 7  | Флаг Бразилии  | ПЗ  | Иоран                                      | 1993 |  |  |  |  |  |
| 8  | Флаг Бразилии  | ПЗ  | Бруно Энрике                               | 1989 |  |  |  |  |  |
| 10 | Флаг Бразилии  | ПЗ  | Алан Патрик (капитан)                      | 1991 |  |  |  |  |  |

| 14 | Флаг Уругвая   | ПЗ  | Карлос де Пена                      | 1992 |  |  |  |  |  |
| 15 | Флаг Бразилии  | ПЗ  | Бруно Гомес                         | 2001 |  |  |  |  |  |
| 20 | Флаг Чили      | ПЗ  | Чарлес Арангис                      | 1989 |  |  |  |  |  |
| 23 | Флаг Бразилии  | ПЗ  | Габриэль                            | 1992 |  |  |  |  |  |
| 27 | Флаг Бразилии  | ПЗ  | Маурисио                            | 2001 |  |  |  |  |  |
| 29 | Флаг Бразилии  | ПЗ  | Тиаго Майя (в аренде из «Фламенго») | 1997 |  |  |  |  |  |
| 40 | Флаг Бразилии  | ПЗ  | Ромуло                              | 2000 |  |  |  |  |  |
| 41 | Флаг Бразилии  | ПЗ  | Матеус Диас                         | 2002 |  |  |  |  |  |
| 49 | Флаг Бразилии  | ПЗ  | Густаво Прадо                       | 2005 |  |  |  |  |  |
|    |                |     |                                     |      |  |  |  |  |  |
| 11 | Флаг Бельгии   | Нап | Вандерсон                           | 1994 |  |  |  |  |  |
| 13 | Флаг Эквадора  | Нап | Эннер Валенсия                      | 1989 |  |  |  |  |  |
| 19 | Флаг Колумбии  | Нап | Рафаэль Борре                       | 1995 |  |  |  |  |  |
| 21 | Флаг Бразилии  | Нап | Весли                               | 1999 |  |  |  |  |  |
| 31 | Флаг Аргентины | Нап | Лукас Аларио                        | 1992 |  |  |  |  |  |
| 45 | Флаг Бразилии  | Нап | Лукка                               | 2003 |  |  |  |  |  |

Тренерский штаб
- Главный тренер:  Эдуардо Коудет
- Ассистент главного тренера:  Лучо Гонсалес
- Помощники главного тренера:  Сидней Лобо,  Фернандо Машадо,  Жадсон Виейра,  Кауан де Алмейда
- Помощник по физподготовке:  Жуан Гуларт
- Тренеры вратарей:  Даниэл Паван,  Маркиньос

## Достижения

### Титулы
Футбол
- Чемпион Бразилии (3): 1975, 1976, 1979
- Обладатель Кубка Бразилии: 1992
- Чемпион штата Риу-Гранди-ду-Сул (45): 1927, 1934, 1940—1945, 1947, 1948, 1950—1953, 1955, 1961, 1969—1976, 1978, 1981—1984, 1991, 1992, 1994, 1997, 2002—2005, 2008, 2009, 2011, 2012, 2013, 2014, 2015, 2016
- Обладатель Кубка Либертадорес (2): 2006, 2010
- Обладатель Южноамериканского кубка: 2008
- Обладатель Кубка банка Суруга: 2009
- Обладатель Рекопы (2): 2007, 2011
- Победитель Клубного чемпионата мира: 2006

Мини-футбол
- Чемпион Бразилии: 1996[83]
- Победитель Клубного чемпионата Южной Америки: 2000
- Обладатель Межконтинентального кубка: 1996

## История выступлений
| Год       | Лига Гаушу    | Кубок Бразилии | Кубок Робертан |
| --------- | ------------- | -------------- | -------------- |
| 1927      | Чемпион       |                |                |
| 1928—1933 | Не участвовал |                |                |
| 1934      | Чемпион       |                |                |
| 1935      | Не участвовал |                |                |
| 1936      | 2-е           |                |                |
| 1937—1939 | Не участвовал |                |                |
| 1940      | Чемпион       |                |                |
| 1941      | Чемпион       |                |                |
| 1942      | Чемпион       |                |                |
| 1943      | Чемпион       |                |                |
| 1944      | Чемпион       |                |                |
| 1945      | Чемпион       |                |                |
| 1946      | Не участвовал |                |                |
| 1947      | Чемпион       |                |                |
| 1948      | Чемпион       |                |                |
| 1949      | Не участвовал |                |                |
| 1950      | Чемпион       |                |                |
| 1951      | Чемпион       |                |                |
| 1952      | Чемпион       |                |                |
| 1953      | Чемпион       |                |                |
| 1954      | Не участвовал |                |                |
| 1955      | Чемпион       |                |                |
| 1956—1958 | Не участвовал |                |                |
| 1959—1960 | Не участвовал | Не участвовал  |                |
| 1961      | Чемпион       | Не участвовал  |                |
| 1962      | 2-е           | 1/2 фин (3-е)  |                |
| 1963      | 2-е           | Не участвовал  |                |
| 1964      | 2-е           | Не участвовал  |                |
| 1965      | 5-е           | Не участвовал  |                |
| 1966      | 2-е           | Не участвовал  |                |
| 1967      | 2-е           | Не участвовал  | 2-е            |
| 1968      | 2-е           | Не участвовал  | 2-е            |
| 1969      | Чемпион       |                | Группа (5-е)   |
| 1970      | Чемпион       |                | Группа (7-е)   |

| Год  | Лига Гаушу | Чемпионат Бразилии  | Кубок Бразилии          | Кубок Либертадорес | Южноамериканский кубок | Клубный ЧМ |
| ---- | ---------- | ------------------- | ----------------------- | ------------------ | ---------------------- | ---------- |
| 1971 | Чемпион    | 5-е                 |                         |                    |                        |            |
| 1972 | Чемпион    | 3-е                 |                         |                    |                        |            |
| 1973 | Чемпион    | 4-е                 |                         |                    |                        |            |
| 1974 | Чемпион    | 4-е                 |                         |                    |                        |            |
| 1975 | Чемпион    | Чемпион             |                         |                    |                        |            |
| 1976 | Чемпион    | Чемпион             |                         | Группа (9-е)       |                        |            |
| 1977 | 2-е        | 25-е                |                         | 1/2 фин (4-е)      |                        |            |
| 1978 | 3-е        | 3-е                 |                         |                    |                        |            |
| 1979 | Чемпион    | Чемпион             |                         |                    |                        |            |
| 1980 | 2-е        | 3-е                 |                         | Финалист           |                        |            |
| 1981 | Чемпион    | 8-е                 |                         |                    |                        |            |
| 1982 | Чемпион    | 24-е                |                         |                    |                        |            |
| 1983 | Чемпион    | 19-е                |                         |                    |                        |            |
| 1984 | Чемпион    | 22-е                |                         |                    |                        |            |
| 1985 | 2-е        | 10-е                |                         |                    |                        |            |
| 1986 | 2-е        | 16-е                |                         |                    |                        |            |
| 1987 | 2-е        | 2-е                 |                         |                    |                        |            |
| 1988 | 2-е        | 2-е                 |                         |                    |                        |            |
| 1989 | 2-е        | 16-е                | 1/8 фин (14-е)          | 1/2 фин (3-е)      |                        |            |
| 1990 | 3-е        | 16-е                | 1/16 фин (19-е)         |                    |                        |            |
| 1991 | Чемпион    | 7-е                 | —                       |                    |                        |            |
| 1992 | Чемпион    | 10-е                | Чемпион                 |                    |                        |            |
| 1993 | 2-е        | 17-е                | 1/8 фин (11-е)          | Группа (20-е)      |                        |            |
| 1994 | Чемпион    | 12-е                | 1/4 фин (6-е)           |                    |                        |            |
| 1995 | 2-е        | 9-е                 | 1/16 фин (10-е)         |                    |                        |            |
| 1996 | 6-е        | 9-е                 | 1/8 фин (7-е)           |                    |                        |            |
| 1997 | Чемпион    | 3-е                 | 1/4 фин (7-е)           |                    |                        |            |
| 1998 | 2-е        | 12-е                | 1/16 фин (19-е)         |                    |                        |            |
| 1999 | 2-е        | 16-е                | 1/2 фин (4-е)           |                    |                        |            |
| 2000 | 3-е        | 6-е                 | 1/16 фин (23-е)         |                    |                        |            |
| 2001 | 4-е        | 2-е                 | 1/16 фин (25-е)         |                    |                        |            |
| 2002 | Чемпион    | 21-е                | 1/8 фин (11-е)          |                    |                        |            |
| 2003 | Чемпион    | 6-е                 | 1/16 фин (19-е)         |                    | Предв. раунд (17-е)    |            |
| 2004 | Чемпион    | 8-е                 | 1/8 фин (12-е)          |                    | 1/2 (4-е)              |            |
| 2005 | Чемпион    | 2-е                 | 1/8 фин (9-е)           |                    | 1/4 (7-е)              |            |
| 2006 | 2-е        | 2-е                 | —                       | Победитель         |                        | Чемпион    |
| 2007 | 7-е        | 11-е                | —                       | Группа (18-е)      |                        |            |
| 2008 | Чемпион    | 6-е                 | 1/4 фин (5-е)           |                    | Предв. раунд (17-е)    |            |
| 2009 | Чемпион    | 2-е                 | Финалист                |                    | Победитель             |            |
| 2010 | 2-е        | 7-е                 | —                       | Победитель         |                        | 3-е место  |
| 2011 | Чемпион    | 5-е                 | —                       | 1/8 фин            |                        |            |
| 2012 | Чемпион    | 10-е                | —                       | 1/8 фин            |                        |            |
| 2013 | Чемпион    | 15-е                | 1/4 финала (6-е)        |                    |                        |            |
| 2014 | Чемпион    | 3-е                 | 1/16 финала             |                    | 1/16 финала            |            |
| 2015 | Чемпион    | 5-е                 | 1/4 финала (6-е)        | 1/2 фин (3-е)      |                        |            |
| 2016 | Чемпион    | 17-е                | 1/2 фин                 |                    |                        |            |
| 2017 | 2-е        | 2-е в Серии B       | 1/8 фин                 |                    |                        |            |
| 2018 | 6-е        | 3-е                 | 4-й предв. раунд (18-е) |                    |                        |            |
| 2019 | 2-е        | 7-е                 | Финалист                | 1/4 финала         |                        |            |
| 2020 | 3-е        | 2-е                 | 1/4 финала (6-е)        | 1/8 финала         |                        |            |
| 2021 | 2-е        | 12-е                | 1/16 финала (30-е)      | 1/8 финала         |                        |            |
| 2022 | 3-е        | Турнир продолжается | 1-й предв. раунд (81-е) |                    | 1/4 финала             |            |

### Рекорды
- Самая крупная победа: «Интернасьонал» — «Насьонал Порту-Алегри» — 16:0 (18.08.1912).
- Самая крупная победа в Лиге Гаушу: «Интернасьонал» — «Феррокарил Уругваяна» — 14:0 (23.05.1976)
- Самая крупная победа в чемпионате Бразилии: «Интернасьонал» — «Брагантино» — 7:0 (08.11.1997).
- Самая крупная победа в Кубке Либертадорес: «Интернасьонал» — «Пеньяроль» (Уругвай) — 6:2 (05.04.1989)
- Самая крупная победа в Южноамериканском Кубке: «Интернасьонал» — «Гвадалахара» — 4:0 (19.11.2008)
- Самая крупная победа в Кубке Бразилии: «Интернасьонал» — «Жи-Парана» (штат Рорайма) — 9:1 (06.04.1993)
- Самая крупная победа в старом Кубке (Чаше) Бразилии: «Интернасьонал» — «Метропол» (штат Санта-Катарина) — 3:2 (20.09.1962) и (25.09.1962).
- Самая крупная победа в Кубке Робертао: «Интернасьонал» — «Фламенго» — 4:0 (17.11.1968)
- Беспроигрышная серия: 39 матчей (26 побед и 13 ничьих), в 1984.
- Беспроигрышная домашняя серия: 46 матчей с 1973 по 1975 год (37 побед и 9 ничьих — рекорд Бразилии)
- Самая продолжительная сухая серия для вратаря: Жайнети, в 1970 году — 1.203 минуты без пропущенных голов (13 матчей и ещё 33 минуты — рекорд Бразилии).
- Рекордная сухая вратарская серия в чемпионате Бразилии: Ренан, в 2006 году — 772 минуты.
- Больше всех матчей в качестве главного тренера: Тете, 337 матчей в 1951—1957, 1960 годах[86].

## Знаменитости

### Знаменитые игроки
Полужирным выделены игроки, которые представлены в числе легенд клуба на официальном сайте. Также представлены ссылки на разделы с лучшими игроками по версии крупнейшего сайта болельщиков команды scinternacional.net. В список включены также 5 игроков, значительные достижения для клуба которых описаны в сносках.
- Аданзиньо[88]
- Алекс[89]
- Батиста[90]
- Хосе де Ла Крус Бенитес[91]
- Бибиано Понтес
- Бодиньо[92]
- Боливар[93]
- Вакария[94]
- Браулио
- Валдомиро[92]
- Хосе Вильяльба[92]
- Винк
- Мауро Галван
- Карлос Гамарра[95]
- Пабло Гиньясу[96]
- Дарио
- Андре Дёринг
- Андрес Д’Алессандро[89]
- Клаудио Дуарте[94]
- Дунга[96]
- Жаир[89]
- Жерсон[92]
- Иарлей[92]
- Индио[95]
- Карлитос[92]
- Карпежиани[89]
- Касапава[96]
- Клаудио Минейро[94]
- Клаудиомиро[92]
- Клемер[91]
- Ларри[92]
- Либрелато[92]
- Лусио[95]
- Лула[92]
- Манга[91]
- Мариньо Перес[95]
- Марио Сержио[89]
- Милтон Вергара
- Нена[95]
- Нилмар[97]
- Ореко[94]
- Рубен Пас[89]
- Паулиньо[94]
- Салвадор[96]
- Сеара[94]
- Селио Силва[95]
- Силвио Пирилло[92]
- Скала[95]
- Рафаэл Собис[92]
- Таффарел[91]
- Тезоуринья[92]
- Тинга[98]
- Фабиано
- Фалькао[96]
- Фернандан[92]
- Роберто «Гато» Фернандес[91]
- Элиас Фигероа[95]
- Флориндо
- Эдиньо[96]
- Эскуриньо
- Элтон Фенстерзайфер

| Лучшие бомбардиры    |       |
| Игрок                | Голов |
| Карлитос             | 326   |
| Бодиньо              | 235   |
| Клаудиомиро          | 210   |
| Валдомиро            | 191   |
| Тезоуринья           | 178   |
| Ларри Пинто де Фария | 176   |
| Хосе Вильяльба       | 153   |
| Иво Диого            | 118   |
| Жаир                 | 117   |
| Леандро Дамиан       | 109   |

| Рекордсмены по матчам |        |
| Игрок                 | Матчей |
| Валдомиро             | 803    |
| Бибиано Понтес        | 523    |
| Андрес Д’Алессандро   | 518    |
| Дориньо               | 460    |
| Винк                  | 457    |
| Клаудиомиро           | 424    |
| Жайнети               | 408    |
| Мауро Галван          | 396    |
| Фалькао               | 392    |
| Индио                 | 391    |

### Главные тренеры
За всю историю тренеры в «Интернасьонале» менялись более 110 раз, и с полным списком можно ознакомиться в соответствующей статье.  Ниже указан список главных тренеров команды за последние 10 лет.
- Доривал Жуниор (2011—2012)
- Фернандан (2012)
- Осмар Лосс (и. о.) (2012)
- Дунга (2012—2013)
- Осмар Лосс (и. о.) (2013)
- Клемер (и. о.) (2013)[99]
- Абел Брага (2014)
- Диего Агирре (2015)
- Аржел Фукс (2015—2016)
- Фалькао (2016)
- Селсо Рот (2016)
- Лиска (и. о.) (2016)
- Антонио Карлос Заго (2017)
- Гуто Феррейра (2017)
- Одаир Элман (и. о. в 2017) (2018—2019)
- Рикардо Колбакини (и. о.) (2019)
- Зе Рикардо (2019)
- Эдуардо Коудет (2020)
- Абел Брага (2020—2021)
- Мигель Анхель Рамирес (2021)
- Осмар Лосс (и. о.) (2021)
- Диего Агирре (2021)
- Александер Медина (2022)
- Кауан ди Алмейда (и. о.) (2022)
- Мано Менезес (2022—2023)
- Эдуардо Коудет (2023—2024)
- Пабло Фернандис (и. о.) (2024)
- Рожер Машадо (2024—н. в.)

### Президенты
- 1. Жуан Леополдо Сеферин (1909)
- 2. Энрике Поппе Леон (1910)
- 3. Вашингтон Мартинс (1911)
- 4. Жулио Сеелиг (1912—1914)
- 5. Фелипе Силла (1915)
- 6. Эйтор Карнейро (1916—1918)
- 7. Жуан Алберто Лаорге (1918)
- 8. Антонио Виейра Пирес (1919)
- 9. Антенор Лемос (1920—1922)
- — Эйтор Карнейро (1923)
- 10. Риппер Монтейро (1923)
- 11. Антонио Порту Жуниор (1924)
- 12. Ото Петерсен (1925)
- — Антенор Лемос (1926)
- 13. Оскар Борба (1927)
- 14. Эделберто Мендонса (1928)
- 15. Илдо Менегетти (1929—1933)
- 16. Сантьяго Борба (1934)
- — Илдо Менегетти (1934)
- 17. Сисеро Арендс (1935)
- 18 Милтон Соарес (1936)
- 19. Ираси Салгадо Фрейре (1937)
- — Илдо Менегетти (1938)
- 20. Вилли Тейшман (1939)
- 21. Оше де Алмейда Баррос (1940)
- — Милтон Соарес (1941)
- 22.  Мигель Хента (1942)
- 23. Абелард Жак Норонья (1943—1944)
- 24. Афонсо Пауло Фейжа (1945)
- 25. Асаак Крус (1946)
- 26. Паулиньо де Варгас Варес (1947)
- 27. Педро Машадо Морейра (1948)
- 28. Жоакин Дифни (1949)
- — Милтон Соарес (1950)
- 29. Эфраин Пинейро Кабрал (1951—1952)
- 30. Салвадор Лопумо (1953—1955)
- 31. Мануэл Таварес да Силва (1956)
- 32. Итало Жозе Мишлен (1957)
- 33. Жилдо Руссовски (1958)
- 34. Фредерико Арналдо Баллве (1959)
- — Эфраин Пинейро Кабрал (1960)
- 35. Луис Фагундес де Мелло (1961—1963)
- — Салвадор Лопумо (1964)
- 36. Мануэл Брага Гастал (1965)
- — Эфраин Пинейро Кабрал (1966—1967)
- 37. Жозе Алешандре Зашия (1968)
- 38. Карлос Стешман (1969—1973)
- 39. Эралдо Эррман (1974—1975)
- — Фредерико Арналдо Баллве (1976—1977)
- 40. Марсело Фейжо (1978—1979)
- 41. Жозе Асмус (1980—1981)
- 42. Артур Даллеграве (1982—1983)
- 43. Роберто Борба (1984—1985)
- 44. Жилберто Медейрос (1986—1987)
- 45. Педро Пауло Зашия (1988—1989)
- — Жозе Асмус (1990—1993)
- — Педро Пауло Зашия (1994—1997)
- 46. Пауло Рожерио Аморетти Соуза (1998—1999)
- 47. Жарбас Лима (2000)
- 48. Фернандо Миранда (2001)
- 49. Фернандо Карвальо (2002—2006)
- 50. Виторио Пифферо (2007—2010)
- 51. Джованни Луиджи (2010—2015)
- — Виторио Пифферо (2015—2016)
- 52. Марсело Медейрос (2017—2020)
- 53. Алесандро Барселос (2021—2023)